# Якоби, Александра Николаевна
Алекса́ндра Никола́евна Пе́шкова-Толиве́рова, урождённая Сусоко́лова, в первом браке Тюфя́ева, во втором — Яко́би, в третьем — Пе́шкова; литературный псевдоним Толиве́рова (24 апреля [6 мая] 1841, Егорьевск, Рязанская губерния, Российская империя — 1 декабря 1918, Петроград, РСФСР) — русская детская писательница, журналист, публицист, издательница, редактор детского журнала «Игрушечка» и журнала «Женское дело». Общественная деятельница, близкая к революционерам-шестидесятникам. Участница феминистского движения.
Участница гарибальдийского движения, в качестве сестры милосердия помогала раненым гарибальдийцам. В 1866 году по поручению Дж. Гарибальди освободила из римской тюрьмы его адъютанта Луиджи Кастеллаццо, проникнув в тюремный замок под видом его невесты. За свой отчаянный поступок заслужила личную благодарность итальянского революционера. Биография Якоби, полная ярких, драматических событий, стала предметом последующей романтизации и мифологизации.
Автор мемуаров о Джузеппе Гарибальди, Ференце Листе, Ф. М. Достоевском и т. д. Приятельница Н. С. Лескова, состояла с ним в многолетней переписке, является персонажем его произведений. Персонаж повести Н. Кальмы «Заколдованная рубашка» под именем «ангел-воитель». Жена художника В. И. Якоби. Переводчица сказок Жорж Санд на русский язык, первый переводчик поэзии М. Ю. Лермонтова и Н. А. Некрасова на итальянский язык. Жена казака Д. Н. Пешкова. Известная красавица, модель для живописных портретов В. И. Якоби, В. П. Верещагина. Бабушка известного советского археолога Татьяны Сергеевны Пассек.

## Биография

### Идентификация фамилии

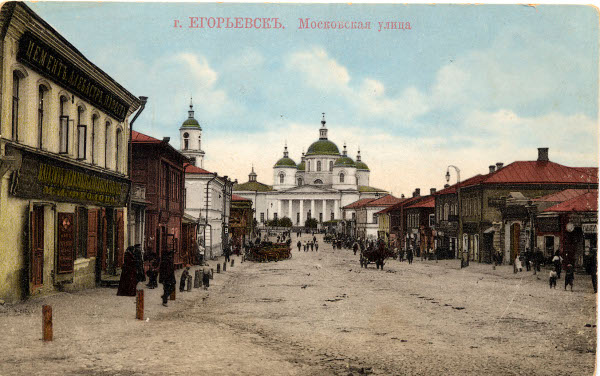
Успенский (Белый) собор Егорьевска, в котором крестили Александру Николаевну

В научной литературе не утвердилась практика единообразного именования фамилии Александры Николаевны. Различные источники называют её А. Н. Якоби, А. Н. Якобий, А. Н. Тюфяева, А. Н. Пешкова, А. Н. Толиверова, А. Н. Пешкова-Толиверова, А. Н. Тюфяева-Толиверова, А. Н. Толиверова-Пешкова, А. Н. Толиверова-Якоби и даже А. Н. Тюфяева-Толиверова-Пешкова. Иногда они употребляют различные варианты её фамилий вперемешку, анахронично, не придерживаясь принципа соответствия её фамилии тому или иному периоду замужества. Причиной этого была сама Александра Николаевна, вносившая путаницу переизбытком фамилий в библиографию о самой себе, в чём её упрекал ещё Н. С. Лесков.
Псевдоним «Толиверова», по сведениям большинства источников, образован от имени детей Александры Николаевны — Толи и Веры. Информация об этом, по-видимому, впервые появилась в воспоминаниях Ал. Алтаева «Памятные встречи» (1946) со ссылкой на мнение В. П. Острогорского. Однако по сведениям И. Ф. Масанова писательница использовала псевдоним Толиверова начиная уже с 1878 года, то есть за четыре года до рождения дочери Веры. Видоизменённым псевдонимом С. Толиверов в 1880 году пользовался также один из петербургских соиздателей А. Н. Якоби — С. П. Глазенап.
Под фамилией Якоби Александра Николаевна известна в 1860-е и до конца 1870-х годов. Некоторые статьи она подписывала этой фамилией ещё в начале 1880-х годов. Под фамилией Толиверова в различных комбинациях фигурировала с 1878 года. С начала 1880-х годов она подписывалась Тюфяева-Толиверова. В начале 1890-х годов она вышла замуж за Д. Н. Пешкова и в последние 25 лет жизни была известна под фамилией Пешкова-Толиверова и Толиверова-Пешкова.

### Детские годы
Александра родилась 24 апреля 1841 года в Егорьевске, Рязанской губернии, в семье московского купца Николая Ивановича Сусоколова и его жены Анны Ивановны Сусоколовой. В метрической книге соборной Успенской церкви Рязанской духовной консистории сохранилась актовая запись № 52 от 25 апреля о её рождении. Кроме Александры в семье росли двое её братьев. Возможно, что семья Сусоколовых оставалась в Егорьевске совсем недолго, поскольку иных сведений о связях с этим городом не сохранилось.
Вскоре вся семья переехала в Казань. Юная Александра обучалась в казанском частном пансионе для девочек Софьи Юнгвальд. Её братья учились в Казанском университете — на юридическом и на медицинском факультетах, а Александра по окончании пансиона поступила в гимназию, затем, возможно, в Казанский институт благородных девиц, но информация об этом требует уточнения, поскольку о казанском периоде жизни Александра Николаевна впоследствии не любила вспоминать.

### Замужество

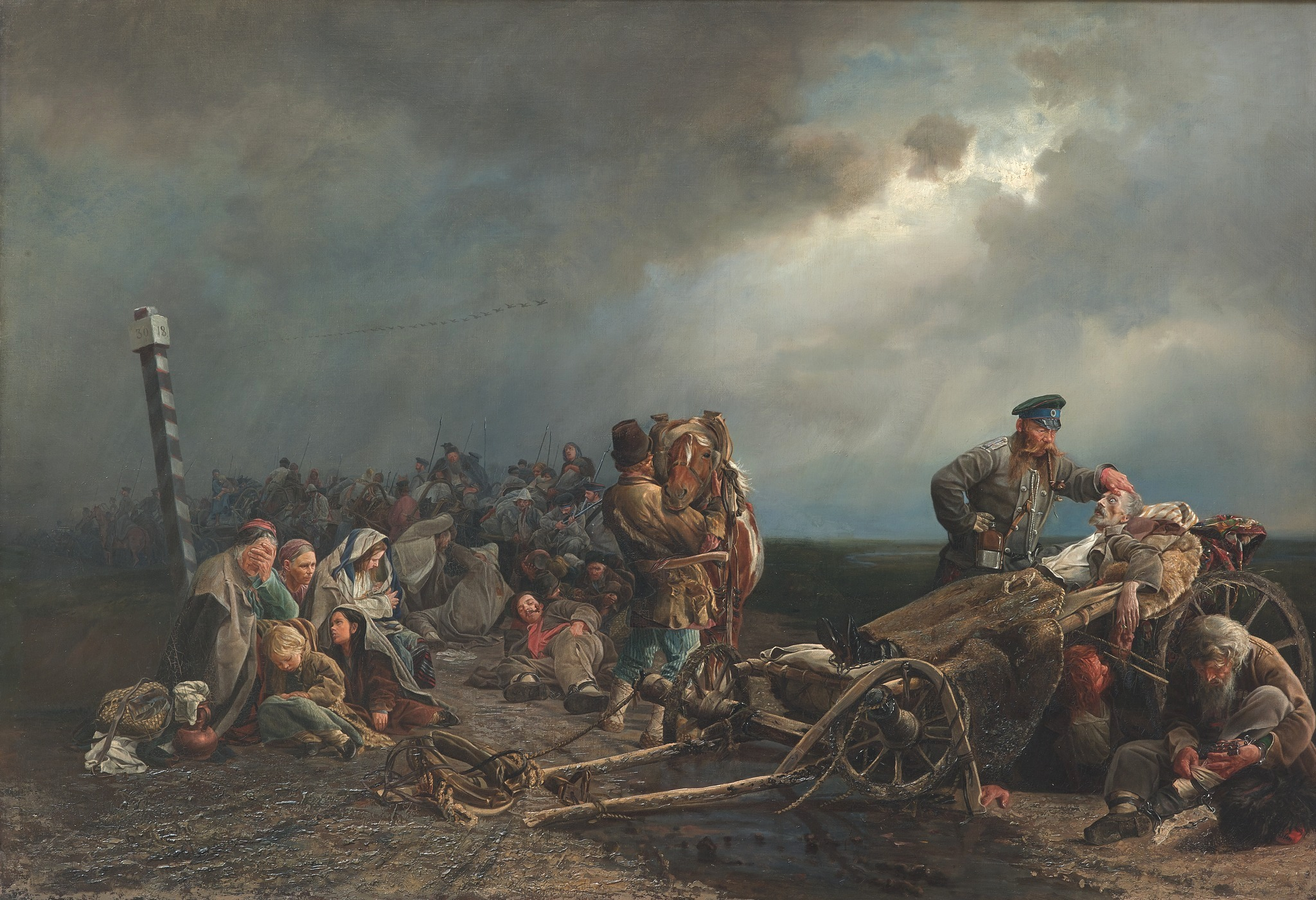
В. И. Якоби, «Привал арестантов», 1861, ГТГ

По сведениям И. И. Щиголева, Александра Николаевна в возрасте шестнадцати лет была выдана замуж не по своей воле. Её первым мужем был дворянин Василий Александрович Тюфяев (1829—1882) — преподаватель Казанского Родионовского института благородных девиц. Брак был недолгим, вскоре Александра покинула дом ненавистного мужа и в 1860 году уехала в Петербург. Обстоятельства этого бегства впоследствии она тщательно скрывала, но они сыграли определённую роль в её дальнейшей жизни. В Петербурге она познакомилась с обществом молодых людей и студентов, близких к казанскому землячеству, в частности с художником Валерием Якоби, будущим академиком живописи. В. И. Якоби сам был родом из Казанской губернии, учился в Казанском университете, но не окончил его. По некоторым данным, Якоби был другом Василия Тюфяева, первого мужа Александры. Так или иначе, молодые люди полюбили друг друга и прожили вместе более десяти лет.
С 1861 года Александра Николаевна взяла себе фамилию Якоби, несмотря на то что молодые жили в гражданском браке и официально мужем и женой никогда не были. Одной из причин этому было то, что родственники первого мужа вели её поиски по фамилии Тюфяева.
Между тем всё это время В. И. Якоби был всецело занят живописным творчеством, в 1860—1861 гг. он работал над картиной «Привал арестантов», и А. Н. Якоби позировала ему. Картина вошла в историю искусства как шедевр русской школы живописи и находится ныне в Третьяковской галерее. Александра Николаевна представлена на картине в образе матери с младенцем на руках.

### Жизнь за рубежом

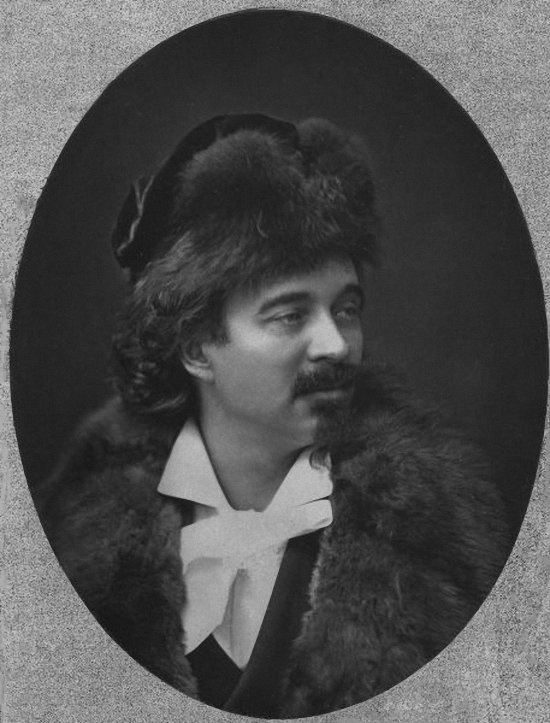
Муж Валерий Якоби (Якобий)

В качестве пансионера Академии художеств в начале 1862 года Валерий Иванович отправился за границу, намереваясь посетить Германию, Францию, Швейцарию и Италию. Право пансионера давало ему возможность шестилетнего пребывания за границей. В последних числах апреля за ним последовала Александра Николаевна, но была задержана с просроченным загранпаспортом на пограничной с Пруссией станции Вержболово. Был направлен телеграфный запрос в Казань для подтверждения личности задержанной, и только 1 мая молодые смогли пересечь прусскую границу и продолжить европейское путешествие.
За границей Якоби оказались в той же свободомыслящей общественной среде, которая им была знакома по Петербургу. Ещё в России Валерий Якоби встречался с Н. Г. Чернышевским, которого просил подыскать студентов-натурщиков для картины «Смерть Робеспьера»; возможно, виделся с осуждённым Михаилом Михайловым при создании им картины «Михайлов — после конфирмации». В письме из Петропавловской крепости Н. В. Шелгунову и Л. П. Шелгуновой от 13 ноября 1861 года М. И. Михайлов слал поклоны А. Н. Якоби и Н. Д. Хвощинской. Со времени нахождения за границей, с 1862 года и до 1883 года, Александра Николаевна вела дневник. На первой же его странице она поместила полностью стихотворение М. И. Михайлова «Ответ» («Крепко, дружно вас в объятья // Всех бы, братья, заключил»).
10 июля в Дрездене у Якоби родился сын Владимир. Осенью 1862 года они отправились в Мюнхен, а весной 1863 года поселились на берегу Цюрихского озера в Швейцарии. Исследователь отмечает, что дневниковые записи Александры этой поры оптимистичны и жизнерадостны: «Как хорошо, как просторно живётся!». Здесь их навещал младший брат Валерия Якоби — Павел Иванович Якоби, известный революционер-эмигрант, учёный-медик и этнограф. Брат женился в Цюрихе на Варваре Зайцевой, сестре критика-шестидесятника, сотрудника «Русского слова» и «Отечественных записок» В. А. Зайцева. Позднее, в переписке с Н. А. Некрасовым, Александре Николаевне приходилось выполнять журнальные поручения вновь приобретённого родственника. Духовные интересы мужа и его брата оказали воздействие на дальнейшую жизнь Александры Якоби. Она оставила следующую запись: «Говорили о будущем и о том, что нужно читать…». Коллективное чтение вслух в семье Якоби было обычным и отражало их духовные интересы. Здесь читали М. Ю. Лермонтова, М. И. Михайлова, «Песнь о рубашке» Томаса Гуда.
В первой половине 1860-х годов творчество Валерия Якоби под влиянием революционно-демократического подъёма носило остро-социальный и критический характер. Помимо «Привала арестантов» это сказалось в его картинах «Светлое Воскресенье нищего» (1860), «Михайлов — после конфирмации» («М. И. Михайлова заковывают в кандалы», 1862), «Девятое термидора» (первоначально — «Умирающий Робеспьер», впоследствии — «Умеренные и террористы»), последняя картина была закончена уже в Париже, в 1864 году. Дневник А. Н. Якоби помогает проследить детали работы Валерия Якоби над картинами 1860-х годов, в частности, над картиной «Последние минуты Робеспьера». Так, зимой 1862—1863 гг. А. Н. Якоби переводила и читала мужу труд Луи Блана «История французской революции».

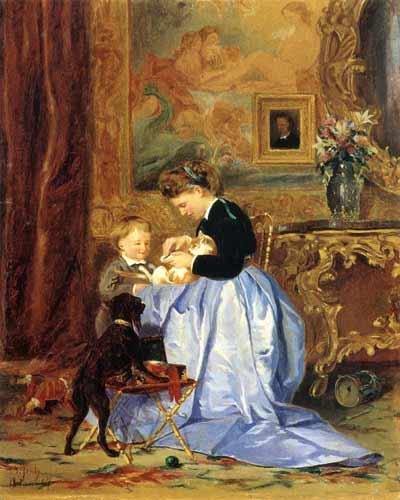
В. И. Якоби, «Семья художника», 1867, частное собрание

С 13 сентября 1863 года Валерий и Александра поселились в Париже, где встречались с М. А. Бакуниным. Перед этим А. Н. Якоби записала в дневнике: «Дела в России делаются ужасны», имея в виду подавление Польского восстания и крестьянских волнений. Близкой подругой Александры Николаевны здесь стала украинская писательница Марко Вовчок. 29 апреля 1864 года в доме у Александры Николаевны в Париже она читала рассказы И. С. Тургенева «Призраки» и «Собака», здесь же был её гражданский муж А. В. Пассек — сын Т. П. Пассек.
О беседе с украинской писательницей Якоби писала: «Обо многом мы переговорили, вспомнили о Гейне, о Щедрине, а главное о Чернышевском». На домашних чтениях А. Н. Якоби читала «Историю цивилизации в Англии» Г. Бокля, статьи Н. А. Добролюбова, «Сущность христианства» Л. Фейербаха, «Что такое собственность?» Прудона, романы Жорж Санд и Бальзака, стихи А. В. Кольцова, А. Мюссе, А. Н. Плещеева, рассказы и повести Марко Вовчка, В. А. Слепцова. Любимым поэтом Александры Николаевны был Г. Гейне. В Париже Якоби встречались с Евгенией Тур, в доме которой сходились польские и русские политические эмигранты.
В Париже началось безденежье, в дневнике появляется запись: «Денег нет ни гроша, заложить и продать уже нечего». В трудные минуты выручала вся та же Марко Вовчок. 7 января 1866 года чета Якоби покинула Париж и надолго поселилась в Риме. В это время там существовала колония русских художников, с которыми супруги Якоби поддерживали приятельские отношения: П. П. Чистяков, А. А. Попов, А. А. Риццони, П. П. Иков, В. П. Верещагин, Э. А. Дмитриев-Мамонов, скульптор Н. А. Лаверецкий. Как явствует из дневника Александры Якоби, она позировала мужу и в дальнейшем, в частности, осенью 1867 года для картины «Семья художника». В то время шла так называемая «третья война за независимость Италии», в ходе которой гарибальдийские бригады завершали объединение страны. В союзе с прусскими войсками они выступили против папских войск и французского гарнизона Наполеона III в Центральной Италии.
Александра Николаевна не замкнулась в семейной жизни. По совету К. Т. Солдатёнкова, приехавшего в Рим весной 1867 года, она начала изучать систему образования в итальянских народных школах. В дневнике она сделала несколько записей на эту тему. Своими впечатлениями она поделилась с Н. А. Некрасовым. 19 июля 1867 года она писала: «Выехали рано в 5 часов. В Неаполе были в 8… Пошла осматривать протестантскую школу, которую содержали богатые протестанты для пропаганды. Оказалось, дети в ней большею частью католики. (Писала Некрасову). Грязно содержится, отсюда поехали в католическую». В Риме А. Н. Якоби была принята в члены «Американского женского клуба».

### А. Н. Якоби и гарибальдийцы

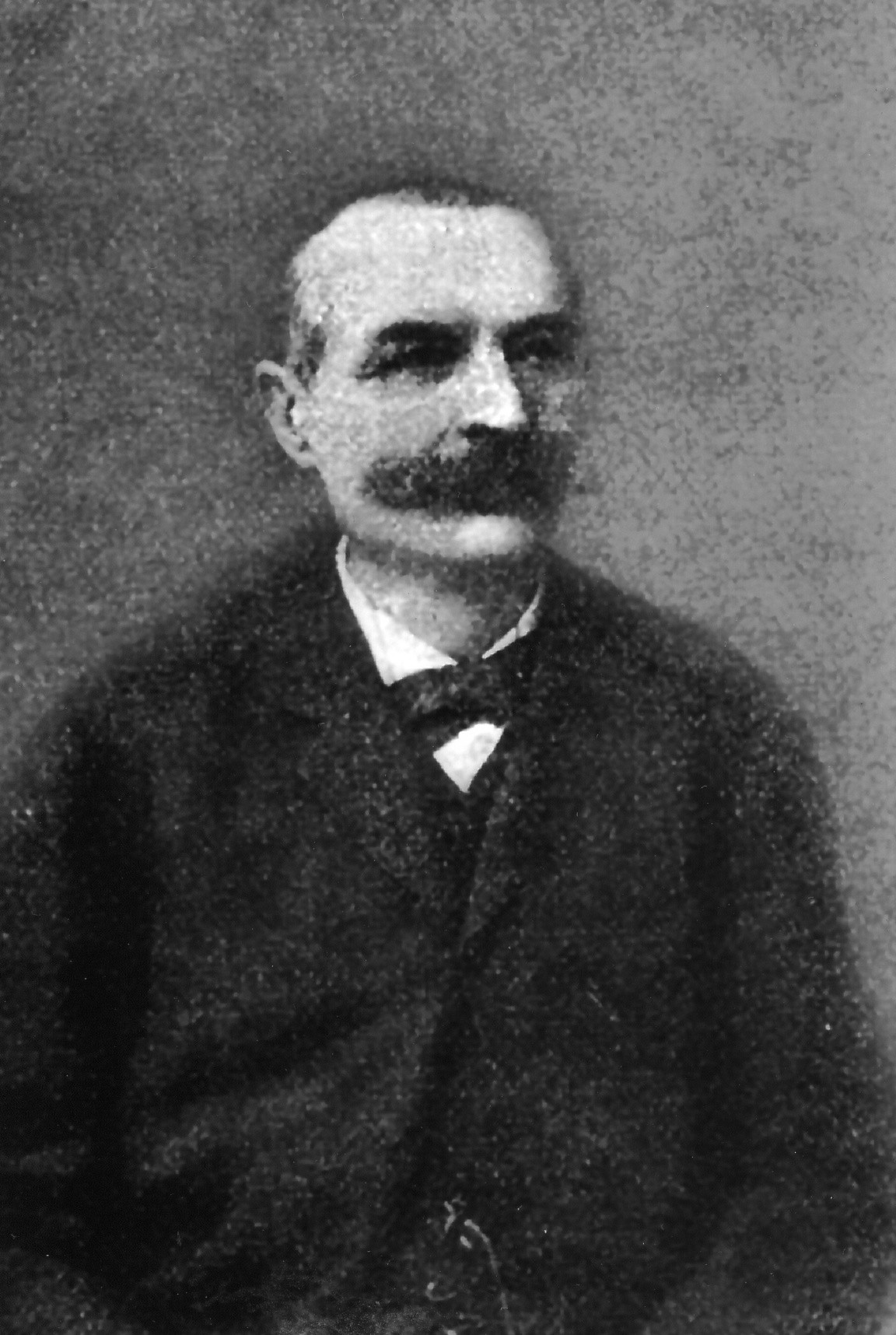
Луиджи Кастеллаццо

Александра Николаевна в совершенстве освоила итальянский язык, познакомилась с итальянскими революционерами и стала активно помогать гарибальдийцам в их освободительной борьбе. Она оказывала движению не только моральную, но и материальную поддержку. Симпатии к гарибальдийцам она обнаружила в следующем письме к Н. А. Некрасову от 14 октября 1867 года: «Возбуждённость умов заметна во всём, т. е. в постоянных стычках с зуавами между торговым классом, который закрывает всё, когда упомянутые приходят покупать. Полное пренебрежение к попам, заявляемое при встречах в публичных местах, которые день ото дня менее посещаются ими. Приготовление трёхцветных материй в большом количестве, мягкость папы в отношении к итальянскому правительству. Наконец, натиски гарибальдийцев, которые, завладев разными местечками, энергично подвигаются к Риму. 16 или 17, как и пророчествуют, будет день торжества?? Я хотя плохо верю в чудеса, но повсеместное эхо сбивает меня на их сторону». Исследователи считают, что дневниковые записи А. Н. Якоби о гарибальдийском восстании 1867 года представляют несомненный интерес как свидетельство очевидца.
Яркие впечатления Якоби от событий Рисорджименто позднее патетически передавала советская мемуаристка: «Кровь и ужас, ужас гонения. Восстание за восстанием, но теперь уже не против чужеземцев, захватывавших прекрасную страну, а против своего, итальянского правительства. Сколько комитетов для освобождения Рима от папской власти! Всюду раздавались горячие призывы против монахов». Своих знакомых, русских и итальянцев, Якоби привлекла к сбору средств в пользу гарибальдийцев. Вдвоём с мужем они ходили смотреть, как возводились гарибальдийцами римские баррикады. Власти Рима насторожённо относились к выходцам из России, предполагая в них революционную эмиграцию и оппозицию папской власти, тем не менее Якоби удалось добиться разрешения военного министра-канцлера Италии (по другим сведениям, директора римского госпиталя Святого Онуфрия Батистини) пропустить её к раненым гарибальдийцам и начать работу в одном из военных госпиталей в качестве сестры милосердия.
Римские тюрьмы и госпитали переполнились пленными и раненными сторонниками Гарибальди. Одним из таких бойцов, за которыми присматривала Александра Николаевна, был польский революционер Артур Бенни. После сражения под Ментаной, 4 ноября 1867 года, он с раздробленной рукой был доставлен в этот госпиталь, где, как и другие поверженные гарибальдийцы, был предоставлен сам себе. По настоянию Якоби Бенни перевели в госпиталь святой Агаты, там больному стало лучше, но и там он не получал надлежащего ухода. После ампутации руки от развившейся гангрены он умер буквально на руках у неё 28 декабря. Этот эпизод со слов А. Н. Якоби подробно изложен в памфлете Н. С. Лескова «Загадочный человек».
В дневнике А. Н. Якоби имеется следующая запись о пребывании в одном из госпиталей:

В первом помещении были тяжелораненые и умирающие. Их было семьдесят человек. На стенах тусклым светом светили ночники. Направо умирал молодой гарибальдиец, у него было три пули в груди, рядом делали ампутацию руки, без хлороформа, один раненый сидел на кровати и бредил. В бреду он командовал отрядом, чем вызывал смех зуавов. От запаха и вида несчастных мне сделалось дурно, и я попросила жандарма опереться на его руку. «Avanti (вперёд), — оттолкнул он её и угрожающе добавил: — Иначе вы сюда больше никогда не попадёте».— Борис Костин, «На берегах Невы и Тигра». — Нева, 1984, март, стр. 151—154.
О других приключениях А. Н. Якоби среди гарибальдийцев подробно рассказывает историк В. Е. Невлер (Вилин). В 1867 году Александра Николаевна пришла к коменданту римской тюрьмы Сан-Микеле с просьбой разрешить ей последнее свидание с умирающим гарибальдийцем, которого она назвала своим женихом. Комендант не мог устоять перед очарованием Якоби и разрешил ей свидание. «Свидание длилось полчаса, — писала Якоби. — Мы сидели в приёмной, запертые со всех сторон и окружённые жандармами, которые прислушивались к каждому нашему слову, приглядывались к каждому движению». Тем не менее, во время встречи заговорщица передала записку заключённому с планом его побега. Благодаря этому плану Луиджи Кастеллаццо, другу и адъютанту Джузеппе Гарибальди, вскоре удалось совершить побег из тюрьмы. План побега Кастеллаццо был придуман самим Джузеппе Гарибальди
О современном правительстве России скажу лишь одно, что её нынешний государь может хвастаться освобождением крестьян, которое надеемся увидеть осуществлённым. Такой ореол славы, конечно, предпочтительнее всяким завоеваниям.

Через Вас я шлю сердечный и искренний привет Вашему храброму народу, который будет играть столь большую роль в грядущих судьбах мира.
По этому плану Александре Николаевне должна была передать поручение Гарибальди писательница Мария Шварц, подруга прославленного революционера. Накануне Якоби написала в дневнике: «Я решила, что завтра пойду в тюрьму Сан-Мишель и употреблю все силы, чтобы увидеть Кастеллацци», а в более поздних воспоминаниях она сообщала, что её предприятие увенчалось успехом. Пять лет спустя, в 1872 году, Гарибальди поблагодарил Александру Николаевну лично, когда она приехала к нему в гости на остров Капрера: «Мне давно хотелось выразить вам мою признательность за Кастеллаццо, вы были первая, которая проникла к нему в тюрьму, и благодаря вам он спасён. Такие услуги не забываются».
Известный публицист революционно-демократического толка Н. В. Шелгунов сообщил детали смелого поступка Александры Николаевны: «Она отправилась к коменданту, всеми святыми умоляла его о последнем свидании, расплакалась, и комендант, не устояв против слёз молодой красивой женщины, разрешил свидание. Когда перед Якоби открылись двери тюрьмы, она, не дав опомниться заключённому, кинулась на него с открытыми объятиями, начала целовать его и сунула ему за шею записочку». Кастеллаццо, узнав таким образом план побега, был спасён от смерти.
Н. В. Шелгунов, осведомлённый о настроениях революционной интеллигенции, полагал, что Якоби рисковала собственной жизнью не ради мимолётного порыва, что подобное поведение её отражало «общее настроение того времени». Но кроме подобных авантюр ей приходилось, с риском или без риска для жизни, выполнять много рутинной работы: уход за ранеными, поиски одежды, белья и продовольствия для них. Муж Валерий Якоби увлечение жены гарибальдийцами не одобрял и не разделял.
В Италии с Александрой Николаевной познакомился ещё один русский художник — Василий Петрович Верещагин, написавший в 1867 году её известный портрет. Узнав о её беззаветной преданности делу гарибальдийцев и будучи восхищён её мужеством, он предложил ей позировать для портрета, на что она охотно дала согласие. Знавшие лично А. Н. Якоби люди утверждали, что Верещагину удалось передать на картине «обаяние отважной женщины, её непосредственность и мягкость». В настоящее время эта акварель находится в фондах Пушкинского Дома.
Впоследствии, в 1871 году, Александра Николаевна вновь отправилась в Италию, на этот раз на встречу с самим Гарибальди. В ноябре она была в Турине у П. И. Якоби и его жены В. А. Якоби. У Луиджи Кастеллаццо она взяла письма к вождю и предполагала поехать к нему в сопровождении с сыном Гарибальди Риччотти. Но Гарибальди-младший заболел и долгое время не мог сопровождать Александру Николаевну в её путешествии, ей пришлось ехать одной. На острове Капрера Якоби оказалась лишь в июле 1872 года, когда смогла лично познакомиться с героем Италии, и гостила у него неделю. Она передала в подарок ему две красные рубашки из России и письма Кастеллаццо. Гарибальди подарил ей фотографию с автографом и передал через неё привет Н. И. Пирогову. Знаменитый хирург, по словам Гарибальди, спас революционеру жизнь.
Во время прощания Гарибальди написал А. Н. Якоби записку, в которой весьма уважительно отозвался о судьбах русского народа. По утверждению советского историка, это письмо оставалось неизвестным итальянским биографам Гарибальди ещё в 1950-е годы XX столетия. Комментаторы некрасовского тома «Литературного наследства» 1949 года в биографической справке А. Н. Якоби эпизод спасения Луиджи Кастеллаццо трактуют несколько иначе. Они сообщают, что А. Н. Якоби познакомилась сначала с Луиджи Кастеллаццо, а через него — с самим Гарибальди. Описание знакомства Александры Николаевны и Л. Кастеллаццо, приводимое в мемуарной книге Н. В. Шелгунова «Из прошлого и настоящего», они называют несколько романтизированным рассказом.
Телесфоро Сарти, составитель справочного издания 1890 года «Сардинский и национальный парламент: биографические очерки всех депутатов и сенаторов, избранных и назначенных с 1848 по 1890 год», в биографии Луиджи Кастеллаццо указывал, что адъютант Гарибальди в 1867 году отправился в Рим, чтобы подготовить восстание среди горожан, был схвачен и приговорён к пожизненному тюремному сроку, однако был освобождён в 1870 году. Таким образом, речи ни о смертном приговоре, ни о побеге нет. В постсоветское время версию бегства Луиджи Кастеллаццо (Кастеллацци) из тюрьмы замка святого Ангела с помощью Александры Якоби (со слов Ал. Алтаева) поддержал исследователь С. А. Панарин.
Письмо Джузеппе Гарибальди Александра Якоби хранила всю жизнь. Местонахождение письма в настоящее время неизвестно, сохранилась лишь его фотокопия В. Е. Невлер свидетельствует, что писем от Гарибальди у А. Н. Якоби было несколько.

### Деятельность в России
На родину Александра Николаевна смогла вернуться, как явствует из её дневника, 13 июля 1869 года. Вся её последующая жизнь в России была посвящена борьбе за равноправие женщин. По своим убеждениям Якоби была шестидесятницей — сторонницей взглядов А. И. Герцена, Н. А. Добролюбова, Н. Г. Чернышевского и Н. В. Шелгунова, в отличие от мужа, который в 1870-е годы отдалился от политической и социальной злобы дня.

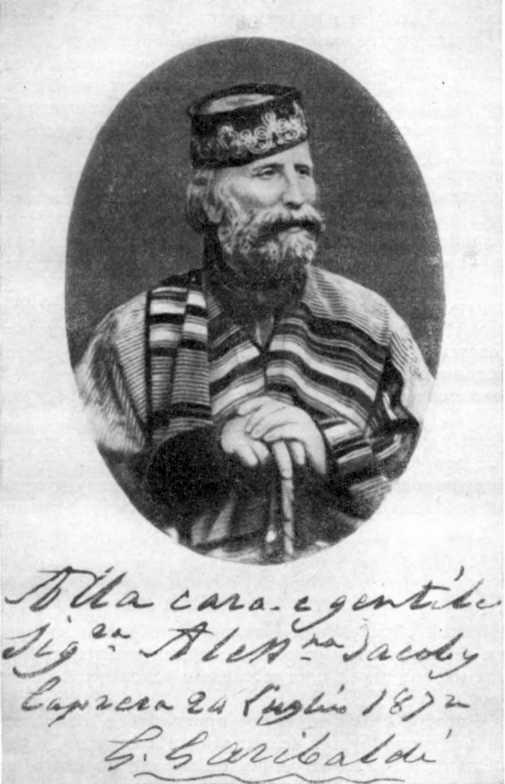
Фотография Дж. Гарибальди с инскриптом, подаренная Александре Николаевне в 1872 г., ИРЛИ

Ещё в Италии А. Н. Якоби стала корреспондентом петербургской газеты «Голос», куда она отправляла репортажи о ходе военных действий в Италии (А. А. Краевский опубликовал только один из них). Вернувшись в Россию, она стала публиковаться в газетах «Неделя» П. П. Гайдебурова, «Биржевые ведомости» К. В. Трубникова, «Молва» В. А. Полетики, «Новое время» А. С. Суворина, в иллюстрированных журналах «Нева», «Живописное обозрение» и «Пчела» М. О. Микешина.
В России Якоби по-прежнему пропагандировала итальянское народно-освободительное движение и деятельность гарибальдийцев. Н. С. Лесков в рассказе «Дама и фефёла» повествует об одной из лекций о гарибальдийцах, прочитанной Александрой Николаевной в Художественном клубе в Санкт-Петербурге. Средства, вырученные от продажи билетов, были предназначены на помощь раненым гарибальдийцам. Лесков писал, что выступление Якоби вызвало «оживление и симпатию» к отважной «русской гарибальдийке». О сборах средств на нужды гарибальдийцев сообщал писатель П. Д. Боборыкин: «Я должен был участвовать в одном литературном утре, данном в клубе художников с какой-то таинственной анонимной целью, под которой крылся сбор в пользу ни более ни менее, как гарибальдийцев. Устраивала красивая тогда дама, очень известная в литературных и артистических кружках, которую тогда все называли „M-me Якоби“. От неё я узнал подробности о болезни и смерти бедного А. И. Бенни, взятого в плен папскими солдатами. Она ухаживала за ним, в римском госпитале, где он и скончался».
Подобные мероприятия проходили не всегда гладко. Перед одним из таких вечеров в 1870 году в Санкт-Петербурге его организатор Е. В. Корш получил предписание явиться на Большую Морскую в приёмную петербургского градоначальника генерала Ф. Ф. Трепова. Корш вспоминал, что Трепов, не поклонившись, сразу перешёл к вопросу, в чьих интересах Корш и госпожа Якоби устраивают вечер в зале Кононова. Евгений Валентинович ответил, что в пользу одного известного бедного семейства. Генерал угрожающе возразил на это: «По моим сведениям это семейство проживает на острове Капрере и называется гарибальдийцами, то есть сбродом бунтовщиков, сующихся не в своё дело. Я не потерплю, чтобы им помогали русскими деньгами, и предупреждаю вас, что если хоть одна копейка будет отправлена вами на остров Капреру, то вы и госпожа Якоби уедете дальше, чем этот остров и совсем в другую сторону». В конце концов, литературный вечер удалось провести, а собранные деньги гарибальдийцам переправил художник М. П. Боткин. На одном из подобных мероприятий участвовали с чтением «Записок охотника» И. С. Тургенев и с вокальными выступлениями известная оперная певица Д. М. Леонова.
А. Н. Якоби последовательно отстаивала идеалы юности с 1860-х годов до самой смерти. В её петербургской квартире на стенах были развешены портреты Джузеппе Гарибальди, а также подарок раненого гарибальдийца Форнари — красная рубашка, залитая кровью. От Марии Шварц А. Н. Якоби получила в подарок браслет с надписью «Memor mei — felix esto», ещё один раненый повстанец подарил ей на память кольцо с крестом.
В 1892 году Пешкова-Толиверова впервые посетила Льва Толстого в его московской квартире и вспоминала, что первые его слова, обращённые к ней, были о знаменитом итальянском карбонарии. Толстой был осведомлён о том, что Александра Николаевна была причастна к гарибальдийскому движению, и о её визите к Гарибальди на острове Капрера, поэтому его интересовал подробный рассказ об этих событиях. К такому серьёзному разговору она не была готова, попытавшись отделаться общими фразами, однако Льва Николаевича интересовали мельчайшие подробности гарибальдийского движения, которые он пытался выяснить у мемуаристки с помощью множества наводящих вопросов. Постепенно погрузившись в воспоминания, она с увлечением рассказала о событиях, увиденных в Италии в далёкой молодости. В конце концов, её рассказ о Гарибальди позволил Толстому сделать следующий вывод: «Большая историческая фигура!»
О свидании с Кастеллаццо в тюрьме и о его бегстве оттуда Александра Николаевна впервые написала на страницах «Исторического вестника» в 1882 году: «Кастелаццо избежал гильотины только благодаря ловко устроенному бегству». О роли самой А. Н. Якоби в спасении Л. Кастеллаццо коротко рассказал Н. В. Шелгунов. В журнале «Русская мысль» в 1886 году он описал данное событие, не называя Якоби по имени и указывая лишь её инициалы А. Н. Я. Узнать об этом эпизоде он мог только лично от неё самой. Более откровенно об истории побега Кастеллаццо Александра Николаевна могла высказаться лишь после первой русской революции, в воспоминаниях «Джузеппе Гарибальди» в 1909 году. Воспоминания Н. В. Шелгунова были переизданы в Советской России в 1923 году.

### Журналистская и издательская деятельность
Александра Николаевна Якоби несколько лет сотрудничала в педагогических журналах «Детское чтение», «Семья и школа», «Воспитание и обучение» и «Игрушечка». С 1873 по 1878 годы она выпустила детские сборники «Нашим детям», «Муравей» и «После труда» и работы, посвящённые деятельности выдающихся современников «Последнее путешествие Ливингстона», «На память о Н. А. Некрасове», «На память о Жорж Санд». Сборник «Нашим детям» вышел в 1873 году. Его иллюстрировали В. М. Васнецов, Г. Г. Мясоедов, В. И. Якоби, И. Е. Репин и другие. В сборнике были опубликованы произведения Н. А. Некрасова, А. Н. Якоби, А. М. Бутлерова, М. К. Цебриковой, А. Н. Майкова, Я. П. Полонского — стихотворение «Мишенька» с тремя иллюстрациями М. А. Зичи, А. Н. Плещеева, Г. И. Успенского. Сборник «Мысль и труд» был запрещён цензурой.
В качестве издателя Якоби начала печатать переводы детских произведений известных иностранных авторов: рассказы Альфонса Додэ, Анри Мюрже, «Естественный подбор» А. Р. Уоллеса, «Земля и её народы» Фридриха фон-Гельвальда. В 1872 году вышло первое издание книги «Бабушкины сказки» Жорж Санд — все сказки для этого издания перевела с французского сама Александра Николаевна. Пятое издание с иллюстрациями Сергея Соломко и М. П. Клодта вышло в 1913 году. В постсоветское время, в 1991 году, перевод Толиверовой был переиздан издательством «Аверс», а в 1992 году — издательством «Арком». В 1880-е годы Толиверова выпустила литературный сборник «Складень», но предпочтение отныне было сделано в пользу коммерческих изданий, среди которых была «Поваренная книга для молодых хозяек. Постный и скоромный „домашний стол“». Книга выдержала несколько переизданий до революции и в постсоветское время, последнее переиздание в 2015 году выпущено издательством «Эксмо».
Издательница для заработка приступила к выпуску ежегодных календарей. Такая несколько сумбурная книгоиздательская деятельность продолжалась до 1887 года, когда А. Н. Толиверова унаследовала у Т. П. Пассек детский журнал «Игрушечка». Отныне почти вся её оставшаяся жизнь была посвящена этому изданию. Журнал «Нива» в юбилейной статье, посвящённой её творчеству, отмечал её умение писать для детей, понимать их душу и интересы. Благодаря своему таланту, писал журнал, она сумела привлечь к самому крупному начинанию в области книгоиздания — журналу «Игрушечка» — симпатии общества, литераторов и педагогов.

#### «Игрушечка»
Журнал «Игрушечка» выходил в Санкт-Петербурге как «журнал для детей младшего возраста» с 1880 года первоначально под редакцией Т. П. Пассек, но в 1887 году Татьяна Петровна вынуждена была передать его редактирование Александре Николаевне, и та с перерывами до 1910 года занималась изданием и редактированием этого журнала. Ей удалось пригласить в него Д. Н. Мамина-Сибиряка, Л. Н. Толстого (в отделе «Для малюток» в 1895 году был напечатан рассказ семилетнего сына Льва Толстого Вани «Спасённый такс»), Н. С. Лескова.
Сам Лесков вопреки многолетнему сотрудничеству с журналом «Игрушечка» не разделял эйфории «Нивы» по отношению к изданию Александры Николаевны. Он нередко уничижительно отзывался о подобных «журналах для семейного чтения», называя «Ниву» и «Игрушечку» дерьмом, впрочем, позволяя себе несдержанность лишь в частной переписке. В письме С. Н. Шубинскому от декабря 1894 года Лесков писал: «Я ещё перелистывал „Ниву“ и всё искал там добрых семян для засеменения молодых душ и не нашёл их: всё старая, затхлая ложь, давно доказавшая свою бессильность и вызывающая себе одно противодействие в материализме. Как бы интересно было прочитать сколько-нибудь умную и сносную критику изданий этого типа, которые топят семейное чтение в потоках старых помоев, давно доказавших свою непригодность и лицемерие. Не могу себе уяснить, что тут можно почтить поздравлением?! Разве то, что, может быть, можно бы издавать и хуже этого… но, может быть, и нельзя. Впрочем, по „Игрушечке“ судя, — можно».
Н. С. Лесков был не единственным, кто отзывался подобным образом об «Игрушечке». В советское время Максим Горький в статье «О грамотности» писал, что в «Игрушечке» и в аналогичных изданиях 1880—1890-х годов «изображались… отвратительно прелестные мальчики в духе буржуазных идеалов „благонравия“». Корней Чуковский вспоминал, что, по словам Максима Горького, «детскую литературу у нас делают ханжи и прохвосты, это факт. Ханжи и прохвосты. И разные перезрелые барыни». Ему вторил С. Я. Маршак: «Преобладали же в предреволюционной детской литературе (особенно в журналах) слащавые и беспомощные стишки и сентиментальные повести, героями которых были, по выражению Горького, „отвратительно-прелестные мальчики“ и такие же девочки». Советский библиографический справочник «Русская периодическая печать» в конце 1950-х годов отмечал, что «„И<грушечка>“ стремилась внушить детям чувство сострадания к людям труда, оставаясь в кругу буржуазно-филантропических идей». Исследователь русской журналистики Е. А. Динерштейн в 1986 году называл «Игрушечку» слащавым детским журналом.

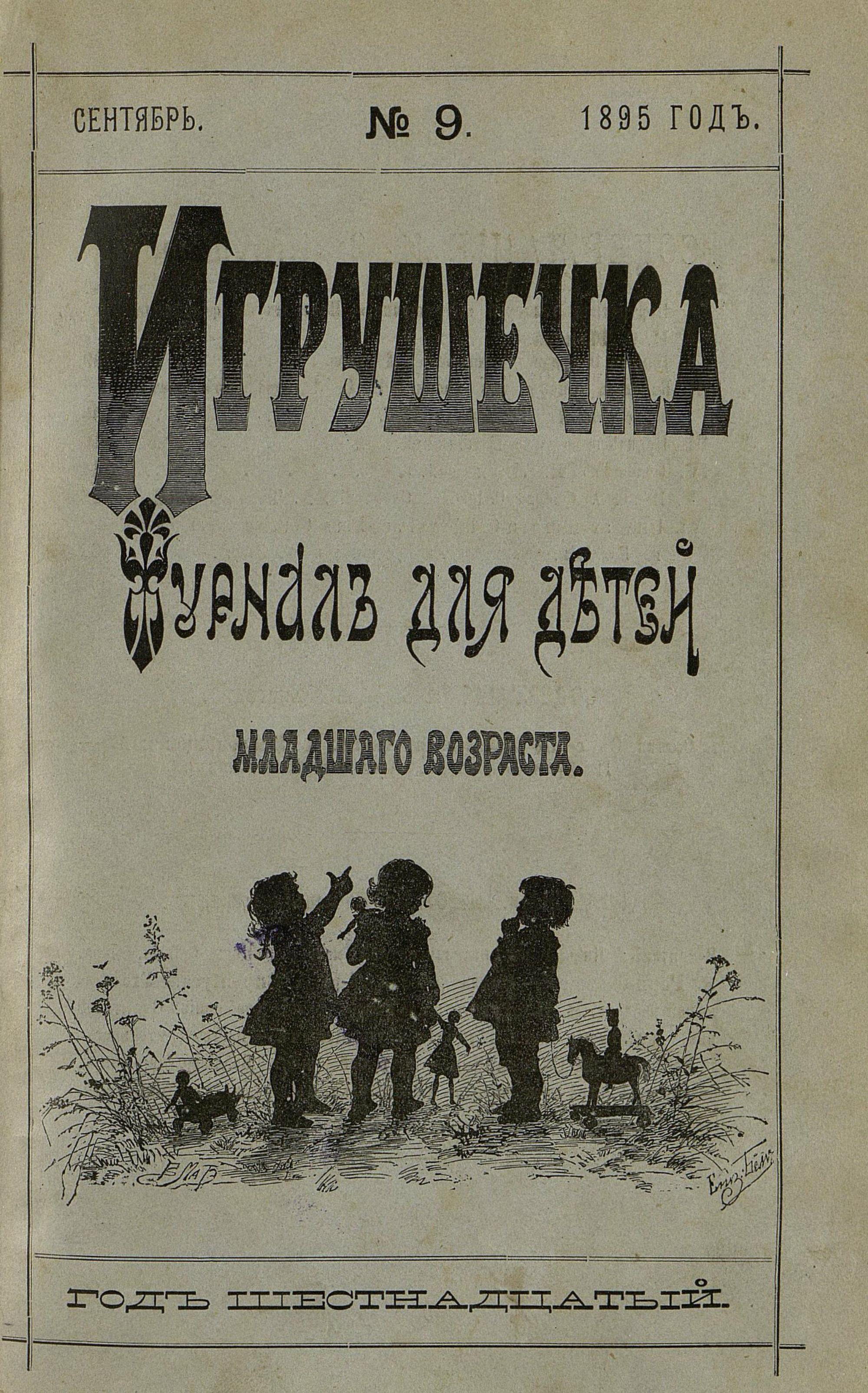
В этом номере А. Н. Толиверова опубликовала некролог Н. С. Лескову

Совсем иного мнения о журнале «Игрушечка» был старейший российский юрист, литератор и общественный деятель А. Ф. Кони. На заре Советской власти он писал, что благодаря Толиверовой и её сотрудникам «Игрушечка» была весьма содержательным детским изданием: «вместо обычных для детей рассказов, толкающих их на путь суеверия или занимающих юное воображение картинами хитрости или военной жестокости, — знакомство с родной природой и с проявлениями в человеке доброты и самоотвержения». Для подтверждения своей мысли он ссылался на произведения П. И. Вейнберга, С. Д. Дрожжина, К. М. Фофанова, В. Л. Величко, Н. С. Лескова, Д. Н. Мамина-Сибиряка, К. С. Баранцевича, Д. Н. Кайгородова, И. И. Горбунова-Посадова, рисунки Е. М. Бём, Н. Н. Каразина, И. Е. Репина. Читатель «Игрушечки» не только читал автора, «пришедшего к нему с приветом и мягким, осторожным отношением к его впечатлительному в этом возрасте сердцу, но и видел его лицо и даже знакомился с его почерком». Кони коснулся тщательности и точности переводов иностранных авторов в журнале.
А. Ф. Кони подчёркивал значение серии природоведения для детей в «Игрушечке», цикла биографий выдающихся людей искусства и науки: А. Теннисона, Р. Фултона, Дж. Стефенсона, Дж. Уатта, М. В. Ломоносова, К. Линнея, Н. Паганини, И. К. Айвазовского и т. д. В особенности он выделял в журнале Толиверовой «столь необходимый в наше время» очерк под названием «Люди долга»:

Рассматривая «Игрушечку» и прилагаемое к ней, нельзя не проникнуться уважением к строго выдержанному и проникнутому одной идеей редакторскому труду и не сказать: «Нет! Это не „Игрушечка“, которую можно с годами бросить, это — светоч знания и любви, лучи которого, запавши в душу ребёнка, будут ему светить всю остальную жизнь».— А. Ф. Кони, «Незамеченная смерть заметного человека». (Памяти А. Н. Пешковой-Толиверовой).
М. В. Ямщикова (псевдоним Ал. Алтаев) долгие годы была сотрудником редакции «Игрушечки» и видела изнутри достоинства и недостатки журнального предприятия Александры Николаевны. По её словам, А. Н. Пешкова-Толиверова давала приют начинающим писателям. В редакции они неизменно получали дружескую поддержку. Сама мемуаристка подчёркивала, что весьма уютно чувствовала себя у радушной издательницы. Несмотря на свою прогрессивную направленность, «Игрушечка» несла в себе «налёт порядочной сентиментальности». Среди внелитературных событий, случившихся в период редакторства А. Н. Пешковой-Толиверовой, был эпизод с уголовным преступлением. Секретарь редакции «Игрушечки» Владимир Вагнер, сын известного профессора и детского писателя Н. П. Вагнера, 7 марта 1896 года убил жену, с которой был в браке пять лет, дочь Александры Константиновны Европеус, известной детской писательницы-шестидесятницы, многолетней сотрудницы журнала «Игрушечка». А. Н. Пешкова-Толиверова присутствовала на процессе вместе с М. В. Ямщиковой в качестве свидетеля, уголовный процесс, связанный с кругом писателей, живо обсуждался в российской печати. В. Н. Вагнера по суду признали невменяемым и выслали в Сибирь в ссылку.
Кроме этого, орган Толиверовой испытывал постоянные материальные трудности из-за нераспорядительности и непрактичности Александры Николаевны. Её расходные книги были, по словам Ямщиковой, примером бесхозяйственности. Например, наряду со счётом за типографию заносился расход на покупку ботинок для дочери Веры, счета за иллюстрации и типографские клише шли вперемешку с суммами за починку часов и билетами в театр, и подо всем этим был подведён общий баланс. Замечания о том, что поступать таким образом не следует, Александра Николаевна игнорировала и ссылалась на занятость: «Ах, я потом разберусь!» Неоплаченные своевременно типографские счета раз за разом задерживали выпуск очередного номера журнала. Начинался поиск денег, погоня за кредитом, визиты к более благополучным издателям и книготорговцам. Коммерческий расчёт был Толиверовой чужд, вспоминала мемуаристка. В 1910 году Пешкова-Толиверова вынуждена была продать издательское право на «Игрушечку» владельцу чемоданной мастерской А. К. Штуде — полному невежде в литературе. В «Игрушечке» Александра Николаевна отныне фигурировала только в качестве автора. Журнал прекратил существование окончательно в 1912 году.

#### «На помощь матерям» и «Женское дело»

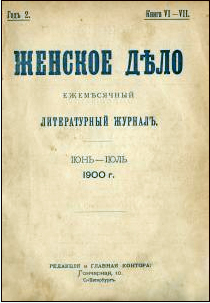
Женские журналы Пешковой-Толиверовой не были гламурными в современном понимании изданиями

С 1894 года по 1904 год А. Н. Пешкова-Толиверова издавала журнал для женщин «На помощь матерям». Это был узкоспециализированный педагогический журнал, посвящённый вопросам воспитания детей дошкольного возраста и выходивший в качестве приложения к журналу «Игрушечка» девять раз в год. Среди прочего, журнал рассматривал вопрос приобщения детей к чтению, имелся отдел «Летопись женского труда» и т. д. Издание не приносило дохода, но издательница не отчаивалась и с 1899 года начала выпуск журнала «Женское дело». Это было более универсальное общелитературное петербургское издание: не коммерческий иллюстрированный журнал мод или журнал для семейного чтения, а издание с явным феминистским уклоном, но и оно прекратилось в 1900 году. Второй номер «Женского дела» открывался портретом Софьи Ковалевской, портрет сопровождал её автограф, ранее нигде не печатавшийся, далее следовало стихотворение С. В. Ковалевской «Если ты в жизни хотя на мгновенье…». Помощником редактора этих изданий была Мария Владимировна Безобразова — первая женщина-философ в России и известная деятельница феминистского движения.
Самым крупным общественно значимым событием в истории журнала «Женское дело» стала публикация литературных мемуаров «Из далёкого прошлого» известной переводчицы и шестидесятницы Людмилы Петровны Шелгуновой, жены Н. В. Шелгунова, — с супругами Шелгуновыми А. Н. Якоби была знакома ещё с 1861 года. Особенностью женских журналов Пешковой-Толиверовой было то, что их создавали сами женщины и создавали для женской аудитории, обсуждение женских проблем, особенностей женской жизни на страницах журналов происходило, как правило, без участия мужчин-журналистов, как если бы женская аудитория представляла собой некое цельное, замкнутое и единое сообщество.
Когда А. Н. Пешкова-Толиверова 18 марта 1898 года в гостях у Л. Н. Толстого рассказала об идее нового издания, Лев Николаевич возразил, что прежде чем говорить о неравенстве женщины и её угнетённости, надо прежде поставить вопрос о неравенстве людей вообще. С. А. Толстая приводила дальнейшие рассуждения мужа на эту тему и соглашалась с ним: если женщина сама ставит себе этот вопрос, то в этом есть что-то нескромное, не женственное и потому наглое. — «Я думаю, что он прав. Не свобода нам, женщинам, нужна, а помощь».
Издательница пригласила в новый журнал А. П. Чехова, но тот отказался: «В „Женском деле“ работать не буду, ибо затрудняюсь: о чём бы я мог писать там? В „Неделю“ же пришлю рассказ», — писал он в ноябре 1898 года М. О. Меньшикову. Однако «Неделя» и её приложение «Книжки „Недели“» в 1901 году прекратили своё существование. Право на их издание в 1902 году приобрела А. Н. Пешкова-Толиверова, и она вновь сделала предложение А. П. Чехову стать её сотрудником. На этот раз предложение писателю поступило через её дочь В. С. Тюфяеву-Пассек. «Книжки „Недели“» Александра Николаевна переименовала в журнал «Новое дело», но и на этот раз Чехов отказал издательнице, хотя «Новое дело» было уже не феминистским органом.
Последним журналом, редактируемым А. Н. Пешковой-Толиверовой в 1911—1912 гг., стал журнал «Красные зори».

### Общественная деятельность
В мае 1895 года Александра Николаевна, наряду с Н. В. Стасовой и М. В. Безобразовой, приняла участие в организации «Русского женского взаимно-благотворительного общества», деятельность которого преследовала культурно-просветительские цели. Председателем Общества была избрана А. Н. Шабанова. Александра Николаевна в течение нескольких трёхлетних сроков входила в состав Общества, а также в многочисленные отделы и кружки при нём. Она читала на общих собраниях членов организации обширные доклады о положении интеллигентных работниц и о положении прислуги. Её многочисленные статьи и деятельность в составе этого Общества были проникнуты идеей феминизма. Ей, в частности, принадлежит работа «Проект общежития при Русском женском взаимно-благотворительном обществе». В докладе, посвящённом смерти одного из лидеров женского движения в России, Анны Павловны Философовой, Александра Николаевна показала заслуги этой неординарной, яркой и деятельной женщины.
Идеи феминизма в России разделяли далеко не все женщины. Так, М. В. Ямщикова (Ал. Алтаев) в своих мемуарах сообщала, что А. Н. Толиверова пыталась привлечь к деятельности Общества и её, но она отказалась, мотивируя отказ тем, что ей не импонировал «благотворительный» характер общества, «снисходительный взгляд на „низы“ и на женщин из этих „низов“, что, разумеется, вовсе не было свойственно нашей Александре Николаевне». Помимо вопросов женского образования и благотворительности Толиверова всецело заботилась о правильной постановке детского образования и воспитания в России, участвовала в «Кружке библиографии детской и народной литературы» Н. А. Рубакина.

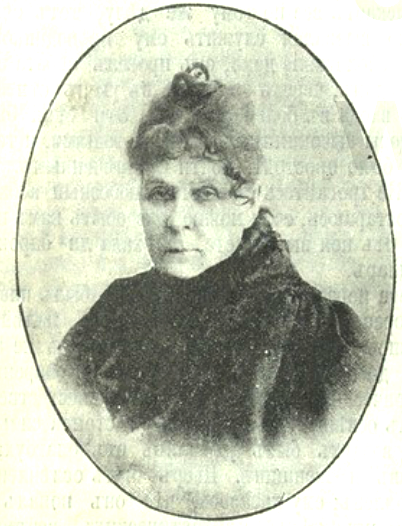
А. Н. Толиверова-Пешкова на рубеже веков

31 октября 1897 года в Петербурге отмечалось двадцатипятилетие литературной деятельности Александры Николаевны Пешковой-Толиверовой. Как сообщал безымянный журналист «Нивы», для отсчёта начала её литературной биографии была взята публикация статьи «Между гарибальдийцами. Воспоминания русской» в газете «Неделя» в 1872 году. Но первая публикация этой статьи была не в 1872, а в 1870 году, и не в октябре, а в июне. Кроме этого, осенью 1867 года А. Н. Якоби начала присылать корреспонденции из Италии в газету «Голос». Так или иначе, либо с запозданием на два года, либо отмечая тридцатилетие её литературного служения, литературная, педагогическая общественность и феминистские организации отмечали юбилей детской писательницы. Чествование происходило в зале петербургской городской думы, детям читались произведения из «Игрушечки», с помощью волшебного фонаря показывались картины, были предусмотрены детские игры и конкурсы и т. д. В рамках чествования писательницы известный профессор-педагог П. Ф. Лесгафт предпринял с детьми образовательную прогулку.
В 1899 году А. Н. Толиверова через журнал «Женское дело» организовала сбор средств в пользу голодающих Рязанской, Симбирской и Уфимской губерний. Тогда же, в 1899 году, Александра Николаевна энергично участвовала в первой Гаагской мирной конференции, она принимала участие в составлении резолюции пацифистского «Русского женского комитета для сношений с международной лигой мира», основанного А. Н. Шабановой. Резолюция взывала к установлении «мира во всём мире» и собрала двадцать четыре тысячи подписей женщин со всех концов России.
Вслед за созданием «Русского женского взаимно-благотворительного общества» в 1900 году Толиверова приняла участие в создании «Общества помощи недостаточным больным образованным женщинам». Общество ставило перед собой цель обеспечения женщин, в частности учительниц, временно или постоянно потерявших трудоспособность. Одновременно А. Н. Пешкова-Толиверова принимала участие в работе Общества, располагавшего своим санаторием в Лесном. Помимо того, что она постоянно работала в советах этих обществ, она была и их председательницей. В её обязанности входили заботы об увеличении средств обществ путём официальных переговоров, организацией подписок и публичных сборов в материально неблагополучные годы. В декабре 1908 года А. Н. Толиверова выступала с докладами на Женском съезде в Санкт-Петербурге. Первый всероссийский съезд женщин был созван по инициативе «Женского взаимо-благотворительного общества». Выдвинутые съездом политические требования касались женского равноправия и носили большей частью умеренно-либеральный характер.
Советские историки как о примечательном факте биографии Пешковой-Толиверовой сообщали, что она дожила до Октябрьской революции 1917 года, восторженно приветствовала её первые завоевания, поскольку мечта всей её жизни осуществилась и она смогла увидеть освобождение женщин от векового рабства. Старая и немощная, она ходила на революционные митинги слушать речи вождя русской революции В. И. Ленина, так же как в молодости внимала вождю итальянских революционеров.
В последние годы Александра Николаевна страдала болезнью почек и подагрой. Поздней осенью 1918 года к ним присоединилась пневмония. Умерла Александра Николаевна 1 декабря 1918 года и похоронена на Никольском кладбище Александро-Невской лавры Петрограда. С тех пор продольная дорожка в южной части кладбища носит название Толиверовской.
Некоторая часть литературного наследия Александры Николаевны до настоящего времени остаётся в архивах неопубликованной. В частности, не изданы очерки «Дрезден», «Маленький опыт на человеке», «Картинки из жизни русских художников в Риме», воспоминания о П. А. Стрепетовой, К. В. Лукашевич. В РГАЛИ хранятся её рукописи «Яков Петрович Полонский» (1878) и «Шарлатан» с исправлениями Н. С. Лескова, перевод рассказа Эдмондо де Амичиса «Военная жизнь», воспоминания о Гарибальди, Татьяне Пассек, «Записные книжки», письма к ней и письма от неё, фотокопия письма Гарибальди, барельеф Гарибальди, подаренный дочери В. С. Чоглоковой Анатолием Фёдоровичем Кони и т. д.
В Пушкинском Доме хранится рукопись драмы в 5-ти действиях «Под гнётом борьбы» («На жизненном пути») (1892—1895 гг.), статьи, речи о Джузеппе Гарибальди, воспоминания «Знакомство с Листом», мемуары о Т. П. Пассек, Н. В. Шелгунове. Кроме этого, имеется свидетельство на медаль от Красного Креста в память об участии в деятельности Общества в Русско-японской войне, программы журналов «На помощь матерям» и «Женское дело», документы благотворительных обществ.

## А. Н. Пешкова-Толиверова среди деятелей культуры и искусства
Александра Николаевна долгое время находилась в центре культурной жизни России, поддерживая отношения со многими выдающимися её деятелями. Она была знакома с Л. Н. Толстым, Ф. М. Достоевским, А. Г. Достоевской, Н. А. Некрасовым, Н. С. Лесковым, И. С. Тургеневым, Д. В. Григоровичем, А. П. Чеховым, А. К. Шеллером (Михайловым), П. В. Засодимским, Я. П. Полонским, С. Д. Дрожжиным, И. З. Суриковым, М. А. Лохвицкой, М. В. Безобразовой, Н. В. Стасовой, А. П. Философовой, М. К. Цебриковой, М. В. Ватсон, П. А. Стрепетовой, Е. М. Бём, И. Е. Репиным, К. Ф. Гуном, В. П. Верещагиным, В. В. Верещагиным, В. В. Стасовым, П. П. Чистяковым, А. Ф. Кони, М. О. Меньшиковым и др.
В числе близких друзей Пешковой-Толиверовой известный революционер-демократ, публицист и общественный деятель Н. В. Шелгунов, журналист и педагог В. П. Острогорский. Она оставила воспоминания о многих современниках, так же как и они сохранили память о встречах с Александрой Николаевной. Советская писательница М. В. Ямщикова (псевдоним Ал. Алтаев) называла её в числе литературных наставников юности. О ней писали юрист А. Ф. Кони (который читал воспоминания о ней в Ленинградском театральном обществе), писатели И. И. Горбунов-Посадов, К. В. Лукашевич, противоречивый облик А. Н. Пешковой-Толиверовой представлен в воспоминаниях А. Н. Лескова — сына Николая Лескова. Из этих воспоминаний можно узнать, что писательница была поклонницей балетного искусства. Рассказывая о ходе болезни Н. С. Лескова, Андрей Лесков упоминает об ироничном прозвище «литературная индюшка», придуманном для неё писателем С. Н. Терпигоревым-Атавой
В 1908 году Пешкова-Толиверова безуспешно пыталась обсудить со Львом Толстым вопрос о том, что самое важное для чтения детей, но тот не успел ей дать развёрнутый ответ, ограничившись самыми общими соображениями на этот счёт. Его письмо А. Н. Пешковой-Толиверовой впервые было опубликовано в 1912 году в «Толстовском ежегоднике», а в 1917 году в «Невском альманахе» письмо было воспроизведено факсимильно.

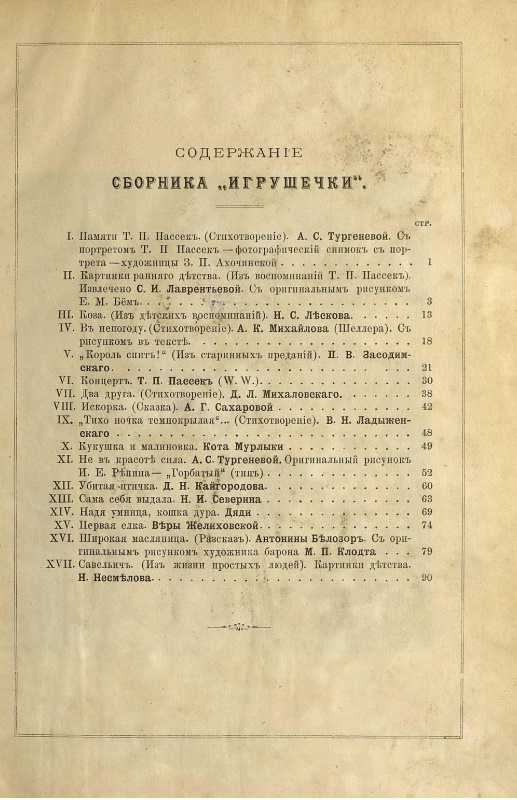
Сборник «Игрушечки», составленный лучшими авторами журнала, вышел в 1890 году

Р. М. Беньяш сообщила о встрече Александры Николаевны с И. С. Тургеневым на представлении «Горькой судьбины» А. Ф. Писемского. Спектакль шёл в Кононовском зале Санкт-Петербурга, Тургенев, увидев рядом с собой соседку, скептично спросил: «Вы, верно, пришли поплакать? Женщины всегда плачут». Она вместо ответа спросила: «А вы видели Стрепетову?» «Нет, Стрепетову не видел, а „Горькую судьбину“ знаю, тяжёлая вещь…». Толиверова не стала продолжать разговор, а в конце спектакля увидела, что «у Тургенева лились слёзы ручьями, и он не вытирал их». — «Это сама действительность <…> Да, все говорят о школе. Какая это такая школа может дать то, что нам сегодня показали. Выучиться так играть нельзя. Так можно только переживать, имея в сердце искру Божию…». Позднее А. Н. Пешкова-Толиверова стала подругой П. А. Стрепетовой и находилась у её постели в больничной палате незадолго до её смерти.
Летом 1895 года Александра Николаевна встретилась с известной народной сказительницей и исполнительницей И. А. Федосовой, тогда же в августе в «Игрушечке» был опубликован материал с фрагментами фольклорных текстов, исполненных Федосовой. Это был полный текст сказки «Волк и лисица», кроме этого, в статье были свадебные, колыбельные песни, народная песня «Во лузях» и так далее. Тексты Федосовой были специально адаптированы издательницей для юного читателя. И. З. Суриков посвятил А. Н. Якоби «Песню-быль».
А. Н. Шабанова оценивала культурную и общественную деятельность Толиверовой такими словами: «Вся жизнь А. Н. Пешковой-Толиверовой представляла картину жизни культурной, гуманной, преданной общественным задачам женщины, умевшей соединить обязанности семейной жизни, материнства с задачами гражданской общественности». В современном литературоведении имя А. Н. Пешковой-Толиверовой упоминается лишь в связи с отдельными фактами биографии Н. С. Лескова, Ф. М. Достоевского, Л. Н. Толстого, Н. А. Некрасова, А. П. Чехова, но художественное творчество самой писательницы не рассматривается. Её имя упоминается лишь как имя писателя-маргинала, литератора второго ряда.

### Н. А. Некрасов
15 мая 1867 года К. Т. Солдатёнков, приехавший в Рим, познакомил супругов Якоби с Н. А. Некрасовым. В дневнике Александры появилась запись: «Утром с своим доктором приехал Некрасов. Он несимпатичен, носит в себе печать какой-то внутренней тревоги». Некрасов подарил ей на память свои сочинения. Она же в ответ прочитала ему рассказ, рукопись которого передала поэту в надежде на дальнейшую его публикацию. Судьба рассказа до сих пор неизвестна. Некрасов приглашал Александру Николаевну в путешествие в Неаполь, она согласилась, но этим планам помешали неурядицы с паспортом. Осенью того же года она писала Некрасову по поводу публикации у А. А. Краевского её писем из Италии. Ответа его Александра Николаевна так и не дождалась, хотя Краевскому поэт писал о супругах Якоби и о статьях гарибальдийки: «Хотите ли печатать эту и подобные корреспонденции из Рима? По-моему, это чрезвычайно интересно. Получил вчера, а послано из Рима 28 окт. н. с. Будучи нынче весной в Риме, я познакомился с художником Якоби. Это рука его жены. И он и она люди умные и развитые. Если это Вам не пригодно — то возвратите скорей».
Судьба рассказа и римских корреспонденций продолжала волновать Александру Николаевну. Об этом она неоднократно писала на страницах дневника и в письмах Некрасову. А. А. Краевский, издатель «Отечественных записок» и газеты «Голос», получив от Некрасова римскую заметку Александры Якоби, напечатал её без подписи автора в газете «Голос», № 298, от 28 октября 1867 года под названием «Из Рима, 26 октября. Случайная корреспонденция „Голоса“». 27 мая 1868 года Якоби вновь спрашивала Некрасова о причинах его долгого молчания в ответ на её корреспонденции о римском карнавале и переводе статьи «Бегство Гарибальди с Капреры». Эти статьи не были напечатаны, и причины этого комментаторы Некрасова видят как в том, что они могли быть задержаны Третьим отделением, так и в том, что могли быть задержаны ответные письма Некрасова.
После возвращения в Россию отношения Николая Алексеевича и Александры Николаевны возобновились. И Н. А. Некрасов, и Якоби жили в Петербурге. Так, в начале 1870-х годов Н. А. Некрасов собирался ехать к Александре Николаевне на экспозицию картины, он пригласил туда сестру А. А. Буткевич и её гражданского мужа А. Н. Еракова. С А. А. Буткевич А. Н. Якоби была знакома ещё во время римского путешествия Н. А. Некрасова. Ранее, в 1867 году в Риме, при посредничестве А. Н. Якоби Некрасов уже покупал одну картину русских художников — неизвестный этюд В. П. Верещагина. В 1873 году Александра Николаевна обратилась к Некрасову с просьбой опубликовать в её первом сборнике «Нашим детям» его стихотворение «Накануне светлого праздника» с подзаголовком «Из стихотворений, посвящённых русским детям» и получила разрешение поэта.

### Ф. М. Достоевский и А. Г. Достоевская

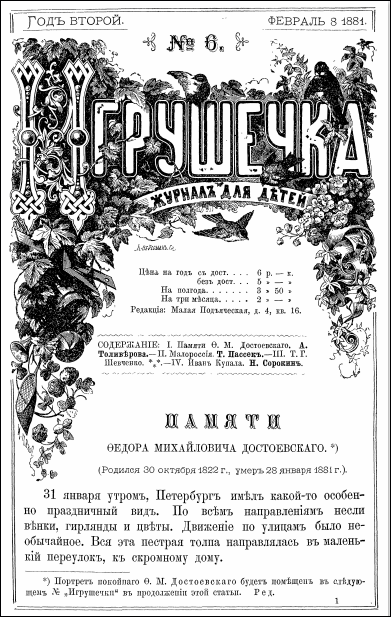
Некролог Ф. М. Достоевского для «Игрушечки» написала А. Н. Толиверова, 1881 год

А. Н. Якоби познакомилась с Ф. М. Достоевским в конце 1876 года. Они обменялись письмами: одно письмо Достоевского к А. Н. Якоби (1878), два письма А. Н. Якоби к Достоевскому (1876—1878). Поэту И. З. Сурикову 16 февраля 1877 года она сообщала: «Последнее время я близко сошлась с Достоевским. Я люблю его искренность, я люблю его как психолога. Во многом я с ним не согласна… но я люблю его сильно». Три месяца спустя, 15 мая 1877 года, Александра Николаевна писала А. Г. Достоевской о том, что она заплатила за них с супругом сто рублей с процентами — половину их долга ростовщику Тришину. Остальные 100 рублей она также обязалась заплатить за них и для этого отсрочила у Тришина этот платёж до августа, на что получила согласие ростовщика. В этом же письме она просила А. Г. Достоевскую предоставить ей образец подписи Фёдора Михайловича для изготовления в Лейпциге его фотопортрета с факсимиле его имени и фамилии.
Все связи Якоби с Достоевскими носили преимущественно деловой характер. В следующем году Александра Николаевна отправила Достоевскому книгу «На память о Николае Алексеевиче Некрасове». В книге она перепечатала первые четыре раздела второй главы декабрьского номера «Дневника писателя» Ф. М. Достоевского за 1877 год. Они были посвящены только что умершему Н. А. Некрасову. На сборнике Якоби было указано, что «прибыль с этого издания назначается на образование стипендии имени поэта при С.-Петербургском университете». Тем не менее, чтобы избежать неловкости при перепечатке в своём издании свежей статьи Ф. М. Достоевского, в письме к писателю от 8 февраля 1878 года Александра Николаевна информировала: «Перепечатывая отголоски столичной и провинциальной печати, мы не обращались к Вам за позволением перепечатать Вашу статью о покойном, потому сбор с книжки идёт на вышесказанную цель». Кроме этого, она попросила разрешения у Фёдора Михайловича издать его рассказ «Мальчик у Христа на ёлке».
Писатель ответил издательнице вежливым отказом: «Милостивая государыня Александра Николаевна, благодарю Вас за присылку книжки. То, что Вы у меня перепечатали, — мне не повредит теперь, но если б вышло пораньше, то повредило бы. К большому сожалению, не могу Вам дать перепечатать „Мальчик у Христа на ёлке“ — потому что сам намерен издать (и это в самом скором времени) мои маленькие рассказы. Согласитесь, что перепечатка у Вас могла бы мне, в таком случае, повредить. Во всяком случае очень сожалею, что решительно не могу угодить Вам». Вопреки намерению перепечатать рассказ самому, он не сделал этого, а рассказ был переиздан уже после его смерти. Мемуаристка Е. А. Штакеншнейдер в дневниковых записях октября 1880 года дала весьма образную картину семейных неурядиц Достоевских, вызванных безотказностью Достоевского к всевозможным просителям:

Придёт с улицы молодой человек, назовётся бедным студентом, — ему три рубля. Другой является: был сослан, теперь возвращён Лорис-Меликовым, но жить нечем, надо двенадцать рублей — двенадцать рублей даются. <…> Товарищ нуждается или просто знакомый просит — отказа не бывает никому. Плещееву надавали рублей шестьсот; за Пуцыковича поручались и даже за м-м Якоби. «А мне, — продолжала изливаться Анна Григорьевна, — когда начну протестовать и возмущаться, всегда один ответ: „Анна Григорьевна, не хлопочи! Анна Григорьевна, не беспокойся, не тревожь себя, деньги будут!“».— Е. А. Штакеншнейдер, Из «Дневника» 1880 г. «Ф. М. Достоевский в воспоминаниях современников». Т. 2. — М., Худож. лит., 1990. С. 363
В 1881 году в журнале «Игрушечка» под свежим впечатлением от недавней смерти Ф. М. Достоевского были опубликованы воспоминания Толиверовой о писателе. В них она коснулась душевной щедрости писателя: «Моё знакомство с покойным Фёдором Михайловичем произошло в конце 1876 г. при совершенно неожиданных обстоятельствах. Он, не зная меня лично, выручил меня из очень затруднительного положения. И когда я пошла благодарить его, то он крайне был этим взволнован». Мемуаристка далее дала подробный словесный портрет писателя: «В лице Фёдора Михайловича всего более поражали его глаза. <…> Хотя иногда они лихорадочно блестели, иногда казались потухшими, но в том и другом случае производили равно сильное впечатление. Это происходило ещё и потому, что Фёдор Михайлович, говоря, всегда смотрел пристально в упор». Рассказывая о его манере общения, она отмечала, что несмотря на его неуравновешенный характер с ним было как-то особенно хорошо находиться рядом, писатель всегда оставался искренним, был ли он занят или располагал временем.
У Александры Николаевны сложились дружеские отношения с А. Г. Достоевской, которые она поддерживала до конца жизни. В 1911 году Толиверова написала ещё одну статью о Достоевском для журнала «Красные зори». В 1915—1916 годы Александра Николаевна поддержала А. Г. Достоевскую в опровержении мнения критика Н. Н. Страхова, высказанного в письме Льву Толстому, с обвинением Ф. М. Достоевского в педофилии.

### Н. С. Лесков

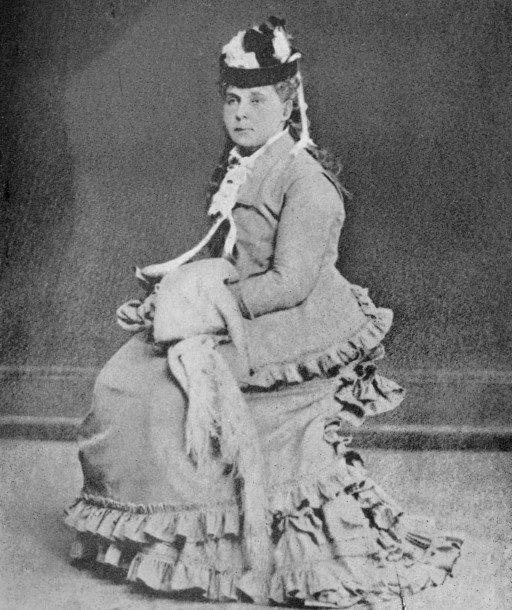
А. Н. Пешкова-Толиверова в 1880—1890 годы

Н. С. Лесков заочно познакомился с А. Н. Якоби в 1870 году, во время работы над очерком «Загадочный человек» об Артуре Бенни. Первая редакция очерка была закончена в 1869 году, когда писатель безуспешно пытался пристроить статью в «Русском вестнике» М. Н. Каткова и в «Сыне отечества» А. П. Милюкова. В конце концов, она была напечатана в газете «Биржевые ведомости» в 1870 году. Публикация памфлета растянулась с февраля по май, и когда очерк был полностью опубликован, в газете «Неделя», № 22—24 за июнь 1870 года, появились воспоминания А. Н. Якоби «Между гарибальдийцами. Воспоминания русской». Николая Семёновича в них привлёк эпизод со смертью Артура Бенни, который в ранней редакции его очерка был изложен иначе, чем у Якоби. Тогда он вновь взялся за перо и внёс в работу исправления и дополнения со слов А. Н. Якоби. Отдельное дополненное издание статьи Н. С. Лескова с упоминанием А. Н. Якоби и её воспоминаний вышло уже в 1871 году.
Двадцать лет спустя, в 1891 году, Н. С. Лесков опубликовал повесть «Полунощники». Повесть была критически заострена против Иоанна Кронштадтского. Повести предшествовал набросок под названием «Протопоп Иван Сергиев (Кронштадтский) в трёх редакциях». Сюжет наброска таков: в 1890 году три петербургские редакции решили пригласить для молебствования протопопа Сергиева: редакция «Нивы» А. Ф. Маркса, редакция «Нового времени» А. С. Суворина и редакция «Игрушечки», «основанная Татьяною П. Пассек и ныне продолжаемая г-жою Тюфяевою (псевдоним „Якоби“, „Толиверова“ и ещё что-то)». Тогда как А. Ф. Маркс и А. С. Суворин — вполне обеспеченные и благополучные издатели, Тюфяева живёт бедно, взаймы и не в состоянии своевременно платить кредиторам.
Приглашение И. Кронштадтскому направили три редакции, а протопоп Сергиев прибыл только в редакцию «Нивы» и «Нового времени», где и молебствовал. В бедную редакцию «Игрушечки» расчётливый протопоп не поехал, чем весьма огорчил бедствующую издательницу. Однако она не отчаялась, а добилась от правительства благословения Св. синода и допущения журнала «Игрушечка» в подведомственные синоду школы. Итак, заключает автор, появилось сомнение, прозорлив И. Кронштадтский или нет? С одной стороны, он угадал, что Суворин и Маркс смогут ему заплатить, с другой стороны, он просчитался, не угадав, что издание Толиверовой может без его помощи получить благословение Св. синода, таким образом, прозорливость знаменитого протопопа оказалась под вопросом. В окончательный вариант повести «Полунощники» эпизод с Иоанном Кронштадтским и Александрой Якоби не вошёл.
Ещё три года спустя, в 1894 году имя Александры Николаевны вновь возникло на страницах произведения Н. С. Лескова. На этот раз речь шла о рассказе «Дама и фефёла», построенном в жанре литературных мемуаров. Лесков вспоминает о писателе Н. И. Соловьёве (не называя его по имени) и о его жестокой супруге. По сюжету произведения, А. Н. Якоби возвращается из Италии и читает в Петербурге лекцию о гарибальдийском движении. Лекция вызвала небывалый энтузиазм среди петербургских либералов:

Это было вскоре после достопамятной лекции, прочитанной в бывшем художественном клубе г-жою Якоби, которая тогда только что возвратилась в отечество и много сообщала о гарибальдийском движении, в котором она принимала живое участие и пользовалась приязнью итальянского героя. Теперь, когда после этого прошло около тридцати пяти лет, очень трудно передать то оживление и симпатии, которые вызвала эта лекция, произнесённая женщиной, о которой тогда говорили очень много интересного. Художники не только аплодировали г-же Якоби, как даме, но и выражали настоящее удовольствие по поводу её суждений о художественных вопросах.— Н. С. Лесков, «Дама и фефёла», глава IV.

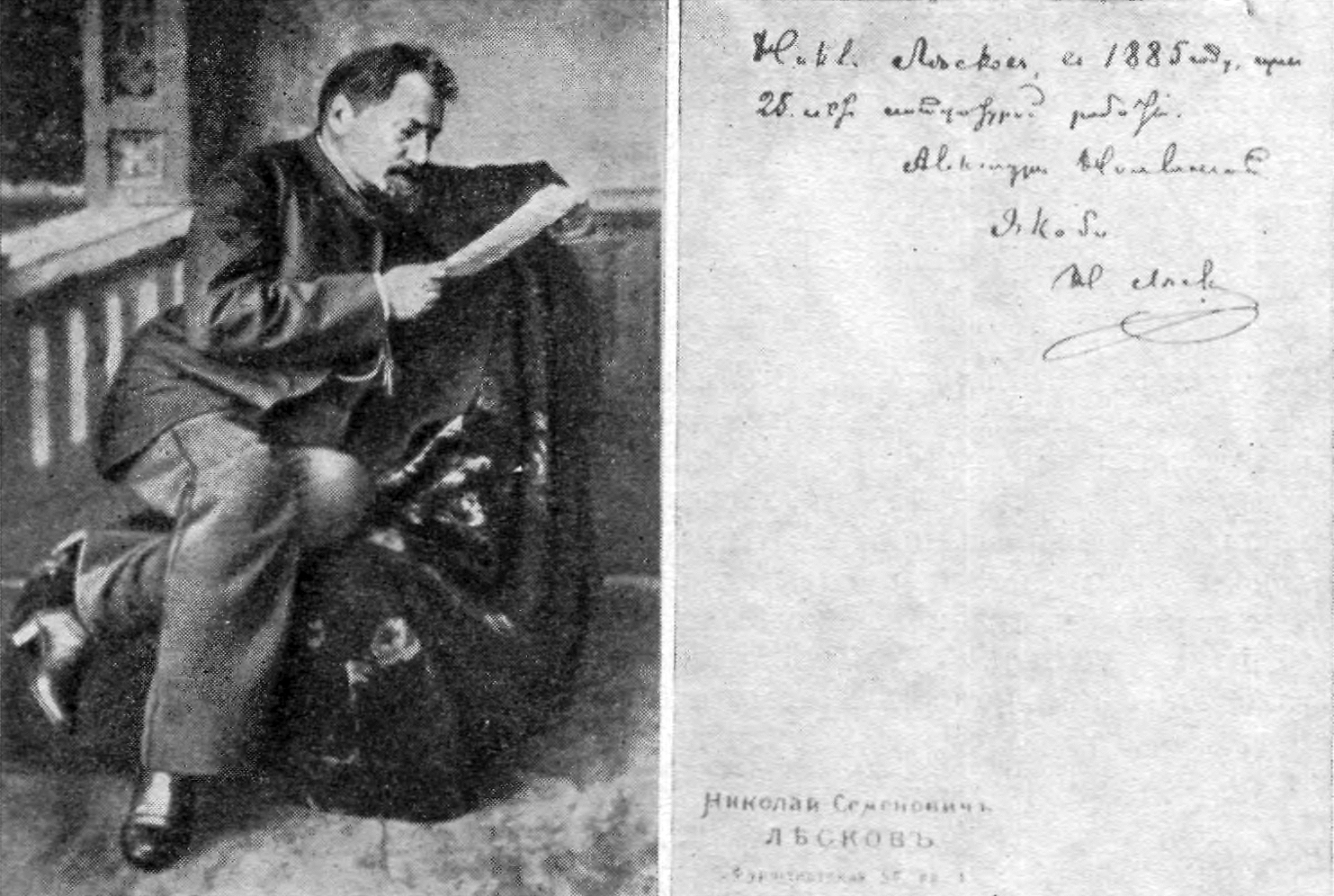
Фотография Н. С. Лескова с дарственной надписью А. Н. Толиверовой (Якоби): «Никл. Лесков, в 1885 году, через 25 лет литературной работы. Александре Николаевне Якоби. Н.Лесков»

Чтобы насолить либералам, консервативный Н. И. Соловьёв решил написать о лекции Якоби не статью-панегирик, а статью-памфлет: «Но нашлись, впрочем, и такие, которым лекция г-жи Якоби не понравилась, — не нравилась она и нашему писателю». Статья Соловьёва о лекции Якоби уже должна быть свёрстана в свежем номере «Отечественных записок», но она не появилась совсем, и автор её едва уцелел, потому что его европейски образованная, но донельзя сварливая жена изорвала его разгромную статью о лекции гарибальдийки в клочья, а его самого с позором выгнала из собственного дома.
Хронология Н. С. Лескова очень приблизительна, речь не может идти о событиях тридцатипятилетней давности просто потому, что Якоби в то время ещё не носила фамилию Якоби, не была в Италии и не знала гарибальдийцев. Она не могла вернуться в Россию ранее июля 1869 года, а по сюжету рассказа Н. И. Соловьёв написал статью для А. А. Краевского, когда «Отечественные записки» ещё не перешли в руки Н. А. Некрасова и М. Е. Салтыкова-Щедрина, то есть до 1868 года. Сын писателя А. Н. Лесков сообщал, что произведение отца «Дама и фефёла» можно считать полемическим, можно — беллетристическим, но менее всего — мемуарным.
Подлинное знакомство Лескова и Толиверовой состоялось в 1881 году, через десять лет после публикации их работ об Артуре Бенни. О характере их отношений многое говорит тот факт, что Николай Лесков написал Толиверовой 134 письма, ответные письма не сохранились. Она, в свою очередь, опубликовала на страницах своих изданий его детские рассказы «Дурачок» (1891), «Коза» — «Томленье духа» (1890), «Лев старца Герасима» (1888). В «Игрушечку» предназначались сказка «Маланья — голова баранья», написанная в подарок для дочери Толиверовой Веры в 1888 году, но так и не опубликованная там после смерти писателя, и рассказ «Добрая мать по пифагорейским понятиям», увидевший свет только в 1977 году в 87-м томе «Литературного наследства». О литературных отношениях с Н. С. Лесковым Александра Николаевна рассказала в некрологе писателю на страницах «Игрушечки»: «Памяти Николая Семёновича Лескова» (Из моих воспоминаний).
Знакомство произошло вполне обыденно: А. Н. Толиверова в 1881 году искала литературный заработок и с этим вопросом обратилась к Т. П. Пассек, редактору «Игрушечки». Та, в свою очередь, рекомендовала бывшую гарибальдийку Н. С. Лескову. Писательница проявила инициативу и пришла с рекомендательным письмом Пассек к Николаю Семёновичу. Лесков нашёл Толиверовой литературную работу и пригласил её приходить к нему в гости. Александра Николаевна вспоминала в некрологе, что после Рождества 1882 года они стали встречаться чаще, и она все свои новые работы отдавала на прочтение Лескову, а «он постоянно, иногда даже очень резко, делал мне замечания, подавал добрые советы. По натуре, Н. С. был человек крайне резкий, но эта резкость часто сменялась в нём совершенно женской мягкостью».

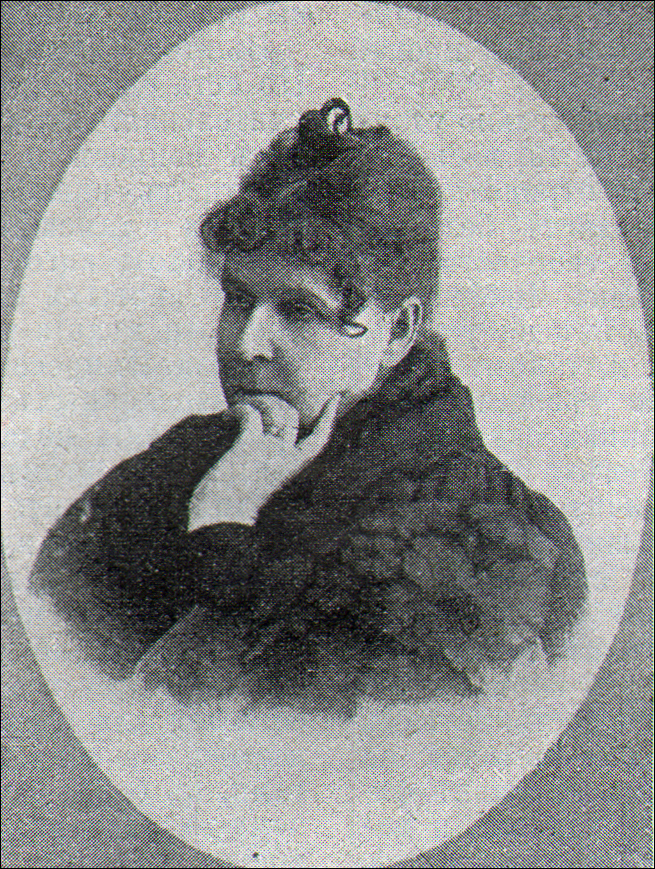
А. Н. Пешкова-Толиверова (Якоби). Автотипия журнала «Нива»

Лесков систематически помогал Толиверовой во всех её литературных начинаниях. Она стала весьма близкой знакомой писателя, но при этом, как отмечает комментатор писем Н. С. Лескова в одиннадцатитомном Собрании сочинений писателя И. Я. Айзеншток, «Пешкова-Толиверова крайней непосредственностью характера и неумением организовать дела — свои и чужие — почти неизменно раздражала писателя. Сохранившиеся его письма к ней (ИРЛИ) исполнены раздражения и злости; эти же настроения явственно звучат также в наиболее содержательных письмах, введённых в настоящий том». Резкость в письмах к Толиверовой проявлялась не только в отношении третьих лиц, но и в отношении её самой, её редакционных планов: «Вы меня уже и не удивляете. Соловьёв-Н<е>см<елов> пошёл разъяснять Вам, что теперь не время говорить о Льве Толстом, но Вы таки своё прёте! <…> Вы как забрали что в голову, с тем и лезете! „Тешь мою плешь: сери в голову“. Извините, — хороша пословица».
Два писателя обсуждали не только общелитературные (творчество Льва Толстого, Юзефа Крашевского), но и узкоспециальные профессиональные вопросы. Так, Лесков писал Толиверовой по поводу переделок литературных текстов для детских изданий в письме от 28 июня 1883 года, рассуждая о понятиях «детское» и «не детское». Переписка с Толиверовой помогает понять, как шла работа писателя над рукописью рассказа «Лев старца Герасима»: «…я не могу обещать, когда я дам этот рассказ, а только я его дам». «Рассказ написал „вдоль“ и положил лежать и улёживаться, а в удачный час пропишу его „впоперёк“, и тогда дам переписать отцу Пэтру и извещу Веру <…> Называется рассказ „Лев старца Герасима“. — Слова „святого“ надо избегать, а просто „старец“». «Ничего неприязненного к Вам не имею, но пребываю в мире и любви ко всем». «Посылаю Вам рассказ. Вчера мы его прочитали с Репиным и остались им довольны. Картинка у Вас будет через две недели». Как видно из письма, Лесков предполагал одним из читателей будущего рассказа малолетнюю дочь Толиверовой Веру, впоследствии В. С. Чоглокову.
Сын Н. С. Лескова, Андрей Николаевич Лесков, долгое время лично наблюдал не только литературные, но и приятельские, «домашние» отношения писателя и писательницы: оба литератора жили в Петербурге, Толиверова на правах друга семьи была частой гостьей Лесковых; оба писателя отличались порой комичным несходством характеров. Андрей Лесков сам хорошо знал Александру Николаевну и её детей, он оставил подробные воспоминания о взаимоотношениях двух близких ему людей, при этом не оправдывал ни отца, ни Александру Николаевну. Так, он привёл в своих воспоминаниях эпизод, в котором бесхитростная, по выражению автора, А. Н. Толиверова додумалась искать протекции у министра народного просвещения И. Д. Делянова через Н. С. Лескова, которого сам же Делянов незадолго до этого уволил из Министерства народного просвещения. В другой раз сострадательная и вездесущая Толиверова попросила Лескова похлопотать за какую-то безвестную девицу. Резкое письмо с упрёками Толиверовой по этому поводу Н. С. Лесков начал со слов «немилосердная Александра Николаевна» и продолжил сердитыми репликами «вы желаете меня употребить на послуги девчонке, которая столь шустра, что начинает с устройства себе реклам…» и т. п.
Много трений у писателя возникало по поводу двусмысленного положения воспитанницы Н. С. Лескова Варвары Долиной, взятой в 1883 году писателем к себе в дом в возрасте 4-х лет от её неблагополучной матери. В 1892 году Лесков-старший уравнял Варю в правах наследства с родной дочерью и сыном. Андрей Лесков, в ответ на строки Толиверовой в некрологе Н. С. Лескову «Я помню, как он ласкал её и с какой любовью показывал её розовое платьице, в котором её к нему привезли, и как он тосковал о ней, когда в 1884 г. доктора послали его в Мариенбад», полемически писал, что Александра Николаевна не вполне искренне вступилась за милосердие писателя к этой девочке. В действительности она совершенно не одобряла странный поступок писателя, настаивала на правах её матери, на необходимости отдать девочку в детский приют, уклонялась от лесковских просьб заботиться о «сиротке» на время его отсутствия в Петербурге и просто лично недолюбливала Варю Долину, за что неоднократно подвергалась так называемым «напрягаям» со стороны Н. С. Лескова. «Сама Ал. Ник. Пешкова терпеть её не могла и вся эта елейность — обычная её, даже не искренняя сентиментщина…», — писал Андрей Лесков в частном письме.

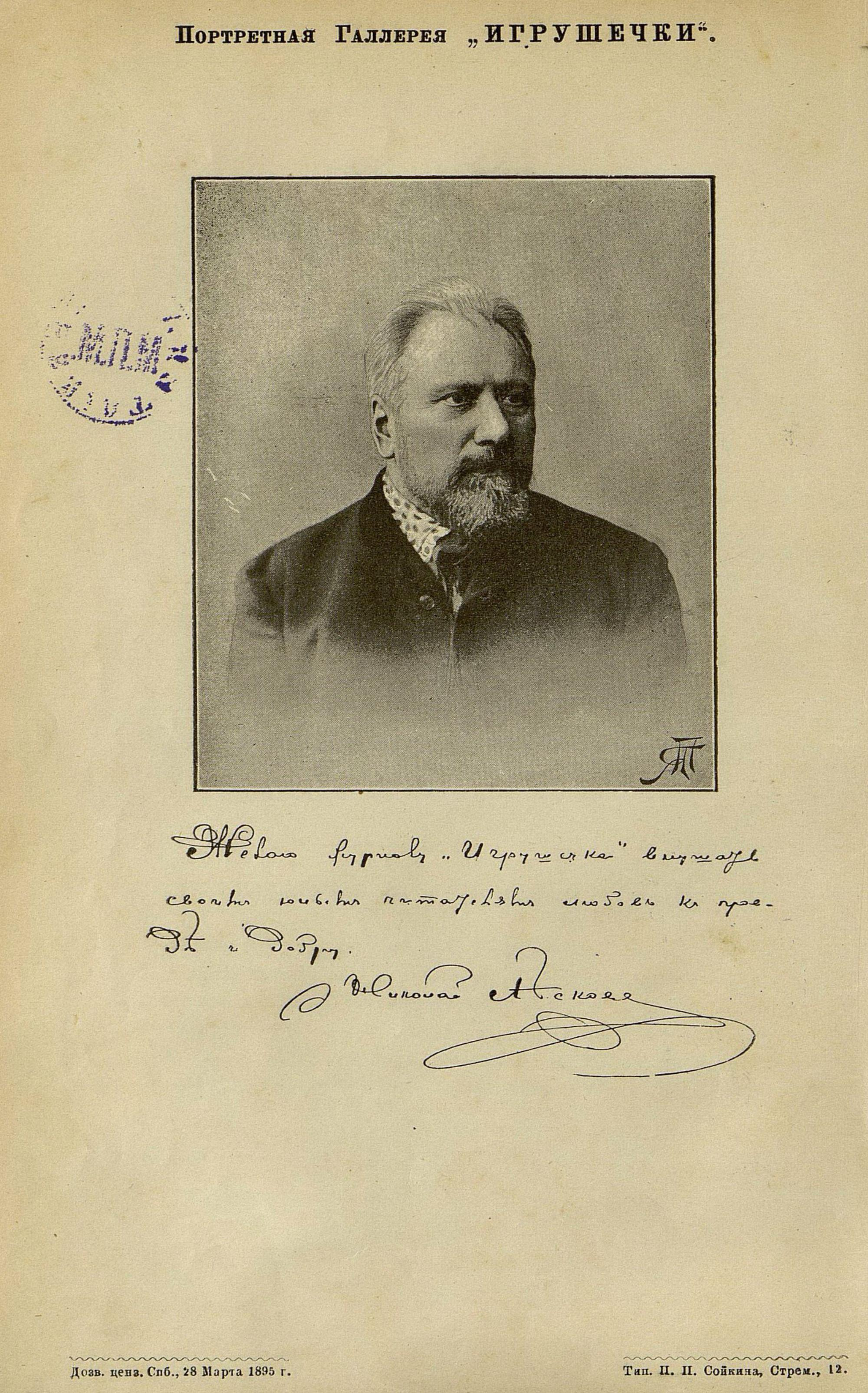
Фотография Н. С. Лескова с инскриптом журналу Толиверовой: «Желаю журналу „Игрушечка“ внушать своим юным читателям любовь к правде и добру. Николай Лесков»

В письмах писателя тон по отношению к Толиверовой становился язвительным: «Прошу вас поберечь её <Варю>, как провидение берегло Лиду, а Варя несчастнее Лиды, ибо она, к несчастью, имеет мать, на стороне прав которой стоят закон и Александра Николаевна <Толиверова>», — писал Н. С Лесков О. А. Елшиной. «Что поделывает наша Александра Николаевна? Всё ли так неизменно беднится и вытягивает душу своею унылостию… Жалкая, несчастная, но упрямая и тупоголовая женщина, которой никто в мире помочь не может», — писал он той же Елшиной.
Ссора забылась на время публикации рассказа Лескова «Лев старца Герасима» в журнале А. Н. Толиверовой. Андрей Лесков, не одобрявший странную привязанность отца к посторонней девочке, сравнивал Варю Долину с детьми Александры Николаевны и других друзей дома и не находил у неё их достоинств. Следующий конфликт между писателями возник в 1894 году при попытке Толиверовой напечатать портрет Н. С. Лескова в своём журнале в качестве одного из «друзей детства». Из-за внешне незначительного повода Н. С. Лесков, разгневанный неуступчивостью писательницы в отношении Вари и её матери, обрушился на Александру Николаевну с гневным письмом: «Так как вы выразили намерение напечатать мой портрет в числе „друзей детства“, то я должен вам сказать, что это едва ли будет уместно. Я не питаю никаких особливых чувств к детям, из среды которых выходит всё множество дурных и невоздержанных людей, укореняющих и упрочивающих несчастия человеческой жизни. Поэтому я никак не хочу, чтобы меня называли „другом детей“ — существ, ничем добрым себя не выразивших». Терпеливой женщине пришлось выдержать и это, но после смерти Н. С. Лескова вместе с его некрологом упрямая писательница всё-таки поместила его портрет в числе «друзей детства» журнала «Игрушечка», см. фото слева.
Но как только здоровью сына Андрея намечалась малейшая угроза, холостой писатель тут же готов был забыть про свои обиды и эпитеты «тупоголовая», «жалкая»; он писал записки с просьбой к А. Н. Толиверовой зайти к ним домой, чтобы посоветоваться с ней о здоровье сына. Мир между приятелями устанавливался ненадолго. Чем старше становился Николай Лесков, тем более раздражительным, нетерпимым и невоздержанным он проявлял себя по отношению к Александре Николаевне. Если раньше он называл её «немилосердною», то под конец жизни он обращался к ней «ваше высокобестолковство», а журнал «Игрушечка» называл «Лягушечка». Его раздражал стихийный, непредсказуемый образ её жизни, способ ведения издательских дел, вызывавший резкие отповеди писателя. «Требовалось исключительное её незлобие и снисходительность, чтобы не только переносить их, но и безропотно продолжать сохранять становившиеся очень острыми отношения», — писал Андрей Лесков об этом драматичном периоде жизни отца.
В трагикомических тонах Андрей Лесков описывал одну встречу писателя и писательницы в 1891 году. Особенно докучали Лескову-старшему женские возгласы по поводу его старческого немощного внешнего вида. В частности, А. Н. Толиверова в этом плане превосходила других дам и с особенной настойчивостью подчёркивала больному писателю его якобы превосходный внешний вид, чем доставляла ему дополнительные физические и нравственные страдания. «Её неудержимые, несмотря на все предупреждения и просьбы, восхищения „видом“ Лескова сразу вызывали нервическое беспокойство в его подвижном лице, с которого сбегала улыбка, щеки делались землистыми, глаза смотрели куда-то мимо присутствующих. Но восторженная гостья, не замечая устремлённых на неё предостерегающих взглядов, не унималась». Несмотря на все очевидные признаки начинающегося приступа грудной жабы простодушная писательница не замечала, что происходит вокруг неё:

Лесков начинал высвобождать шею из мягкого ворота рубашки, «крутые» рёбра зловеще вздымали уже ходуном ходившую грудь… На кухню незаметно передавались указания заблаговременно приготовить раскалённую камфорку или кирпич для могущего понадобиться с минуты на минуту увлажнения паром воздуха, мятую в холодной воде глину для груди и левого предплечья, в кипятке отжатые полотенца для кистей рук. В спальне на столике возле постели выдвигались на вид спирт, капли…

На вызвавшую все страхи неукротимую, пользовавшуюся отменным здоровьем трещотку бросались уже откровенно негодующие взгляды. В святом простосердечии она продолжала их не замечать…— Лесков А. Н. Жизнь Николая Лескова. В 2 т. — М.: Худож. лит., 1984. — Т. 2. — С. 390.

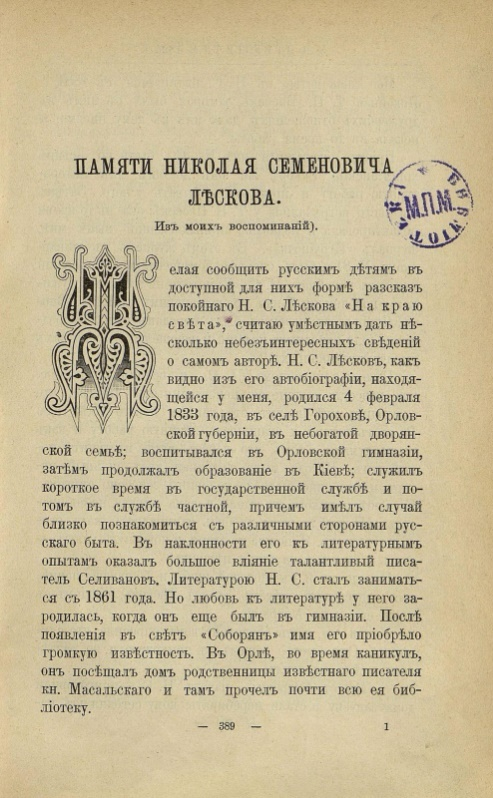
Некролог Пешковой-Толиверовой Н. С. Лескову в журнале «Игрушечка», 1895, № 9

Больного писателя поскорее уводили от «неуёмной» Толиверовой, а слишком поздно спохватившаяся наконец Александра Николаевна виновато озиралась по сторонам, встречая вокруг суровое осуждение себе за свою болтливость. Спустя некоторое время писатель возвращался к гостям, а Толиверова приносила запоздалые маловразумительные извинения, которые Н. С. Лесков пресекал безмолвным жестом. В конце концов, он медленно произнёс: «Скажите на милость, какое вам дело до моего „вида“? О нём достаточно заботятся квартальный и пристав! Неужели нет ничего интереснее для беседы, чем мой „вид“? И неужели вам неизвестно, что в доме повесившегося не говорят о верёвке, а навещая человека, страдающего таким злым недугом, каков мой, — надо соблюдать осторожность, говоря об его здоровье, которого всего благоразумнее и великодушнее вовсе не касаться…»
Столь выразительный, по словам И. Я. Айзенштока, комментарий Андрей Лесков смог оставить потому, что неравнодушно относился к дорогим ему людям. Ещё один штрих к истории отношений Н. С. Лескова и А. Н. Пешковой-Толиверовой приводится в лесковском 101-м томе «Литературного наследства». Речь идёт об анонимных рецензиях Н. С. Лескова 1885—1886-х годов в «Петербургской газете» С. Н. Худекова. А. Н. Толиверова нередко привлекала писателя к обустройству своих дел. Так, по её просьбе Николай Семёнович должен был написать благожелательные рецензии на коммерческие издания, выпускаемые ею, и тем самым способствовать их успешной продаже. Писатель выполнил просьбу приятельницы, но сделал это в неповторимой лесковской манере, так что похвалы её книгам выглядели весьма двусмысленно, заключая в себе скрытое раздражение от деятельности непрактичной издательницы.
В рецензии, озаглавленной «„Скоромный и постный стол…“, изд. Тюфяева», писатель рекламировал переиздание кулинарной книги А. Н. Толиверовой «Поваренная книга для молодых хозяек. Постный и скоромный „домашний стол“». Книга была впервые выпущена в 1880 году. Обычная реклама кулинарной книги под пером Лескова плавно перетекала в личную оценку самой А. Н. Толиверовой: «…г-жа Тюфяева в этой своей книжке вполне олицетворяет собою ту досужую хозяйку „благопомощницу“, которая всюду поспевает, всё видит, всё знает, всё умеет устроить и всем помогать тщится». Однако и на этих двусмысленных комплиментах писатель не остановился, а переключился на раздражающую его издательскую непрактичность, которая на этот раз проявилась в частых сменах фамилии Александры Николаевны:
Жалеем лишь об одном и одно почитаем, за непрактичное, что особа, дарящая публику столь хорошими практическими изданиями, не держится какого-нибудь одного псевдонима, а всё является под новыми. Едва внимание публики усвоит имя «Якоби», является «Толиверова», только что попривыкнут к звуку «Толиверова», является «Сальникова-Толиверова», или «Воротилина-Тюфяева-Толиверова». Этак непременно можно сбить покупателя с толку так, что он и вспомнить не может, кого ему надо <…> Давно бы кажется пора все эти дроби свести к одному знаменателю.

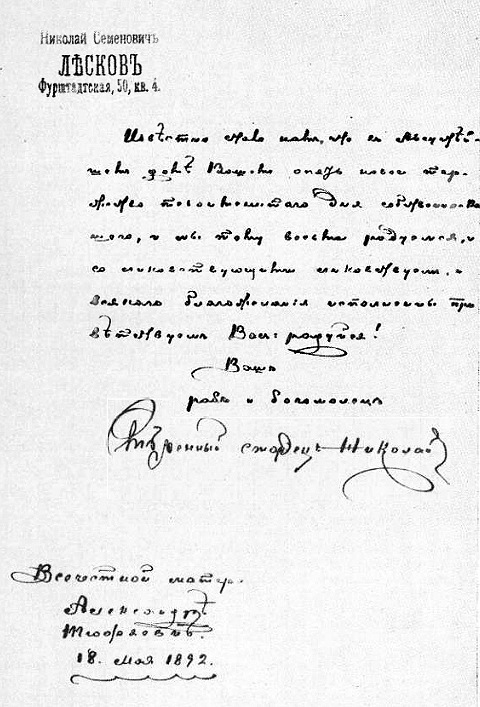
Письмо Лескова с поздравлением Толиверовой с Днём именин 18 мая 1892 г. «Известно стало нам, что в Августейшем доме Вашем опять новое торжество…». Подпись: «Смиренный старец Николай». Внизу перед датой помета: «Всечестной матери Александре Тюфяевне».

В анонимной газетной заметке «Новогодние грачи и ласточки» 1885 года Н. С. Лесков рецензировал поступившие в продажу новогодние календари. Здесь его внимание вновь привлёк псевдоним Александры Николаевны: «авантажнее пером и крупнее корпусом „глазастый“ календарь г-жи Толиверовой. Он уже заслужил себе кличку: „То ли верный календарь…“ — Иную похвалу нельзя ему сказать». Редактору-издателю С. Н. Худекову писатель так представлял свою рецензию: «Не откажите в милосердии литературной вдовице, питающей литературных сирот от календаря своего. Это разумеется — реклама, но не заключающая в себе никаких неосторожных похвал, — обобщённая и сглаженная пристойною шуткою, — Дело идёт о „Календаре“ г-жи Якоби (Толиверова тож)».
Год спустя А. Н. Толиверова выпустила очередной календарь-ежедневник, он назывался «На каждый день», и Лесков вновь вынужден был в «Петербургской газете» рецензировать его. В статье без подписи «Календарные обновы» в декабре 1886 года он с плохо скрываемым раздражением писал, что «хозяйственная книжка» Толиверовой имела абсолютно такое же название, как и сборник философских изречений графа М. М. Корфа, последователя лорда Редстока. М. М. Корф был предметом насмешек Н. С. Лескова за его манеру «афишировать религию». Сравнение с М. М. Корфом было явно невыгодно для Толиверовой, поэтому Лесков вступил в длинное объяснение по поводу сравнения книг М. М. Корфа и А. Н. Толиверовой, чтобы устранить неловкость от такого сравнения, но и это объяснение выглядело весьма язвительно: «Корфовский кажеденник издан для тех, „иже не имут зде пребывающаго града, а грядущего взыскуют“, а кажеденник г-жи Толиверовой издан для тех, кои „появ жену, пекутся о мирских, како угодити жене“, т. е. стараются в своём домашнем быту толково, обстоятельно и удобно. Всяк своего пусть и ищет, что кому „на каждый день“ нужнее».
О своеобразном преклонении перед Н. С. Лесковым в редакции «Игрушечки» иронично рассказывает мемуаристка Маргарита Ямщикова (Ал. Алтаев). Стоило маститому писателю явиться в редакцию, как тут же литературные дамы, из которых преимущественно состояла редакция журнала, поднимали невероятную суматоху, стараясь как можно более торжественно встретить почётного гостя. Александра Николаевна в таких случаях вела себя полувиновато-полунасмешливо, поскольку обязана была на правах хозяйки позаботиться не только о крепком чае, но и о дорогом вине или коньяке, о чём ей недвусмысленно давали понять литературные дамы, но на что у неё попросту не было средств. От этой пошлой суеты, трескотни и никчёмных хлопот вокруг своей персоны Н. С. Лесков, помимо воли, начинал казаться самовлюблённым.
Комментаторы воспоминаний А. Н. Лескова считают, что несмотря на временные недоразумения, подчас вспыхивавшие между Н. С. Лесковым и А. Н. Толиверовой, между ними были в целом дружеские отношения. Писательница с терпением и снисходительностью переносила трудный характер маститого писателя. На похоронах Н. С. Лескова А. Н. Пешкова-Толиверова не присутствовала

### А. Ф. Кони

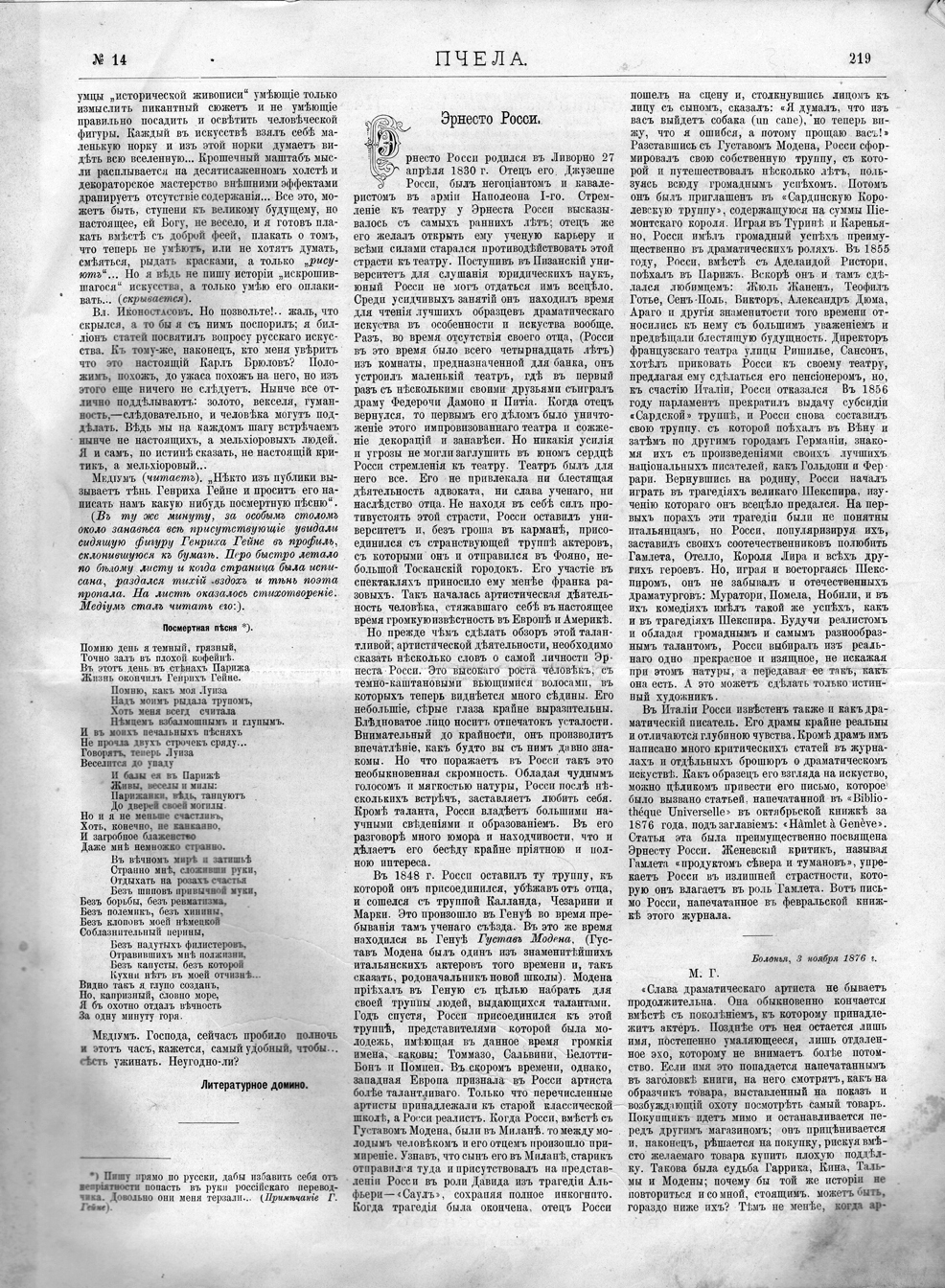
Статья «Эрнесто Росси» под псевдонимом «Толя» в журнале М. О. Микешина «Пчела», 1877 № 14

С Анатолием Фёдоровичем Кони Александра Якоби познакомилась в 1871 году, дружеские отношения известного юриста и писательницы продолжались иногда с длительными перерывами 47 лет. Воспоминания об этих годах легли в основу доклада Кони об А. Н. Толиверовой, прочитанного им в Ленинградском театральном обществе. Доклад не был опубликован при жизни А. Ф. Кони и впервые увидел свет в седьмом томе его Собрания сочинений в 1969 году. Доклад назывался «Незамеченная смерть заметного человека» — так же, как подзаголовок некролога М. В. Безобразовой, написанной самой А. Н. Толиверовой десятью годами ранее: «Памяти М. В. Безобразовой: (Незамеченная смерть заметного человека)».
По воспоминаниям Кони, с возрастом трудолюбие и творческая энергия Толиверовой не ослабевали. Положительно оценивая её деятельность на посту редактора журналов «Игрушечка» и «Для малюток», Кони, однако, сожалел, что Толиверова не преодолела педагогически-ошибочной, по его мнению, традиции воспитывать малышей языком басен, «смысл и вывод которых понятен лишь взрослым, — баснями, изобилующими картинами торжества жестокости, ухищрений и обманов». Детская литература весьма интересовала А. Н. Толиверову, она оставила после себя рукописное рассуждение о влиянии чтения книг на детское воспитание. При этом она подкрепляла свои выводы ссылками на мнения Марка Аврелия, Артура Шопенгауэра и Ральфа Эмерсона. А. Н. Толиверова, по мнению А. Ф. Кони, не ограничивалась изучением требований только к детской литературе, но также обращалась к родителям с указаниями и пояснениями, как правильно привить детям любовь к чтению. Этой цели служил журнал Толиверовой «На помощь матерям».
По свидетельству А. Ф. Кони, Александра Николаевна живо интересовалась творчеством итальянского актёра Эрнесто Росси. Она посвятила ему большую статью в журнале «Пчела» в 1877 году, где подробно описала его манеру игры преимущественно в трагедиях Шекспира. Писательница сообщила подробности прощального обеда в честь артиста, устроенного после его гастролей в Санкт-Петербурге. В её архиве сохранились портреты и фотографии Эрнесто Росси с дарственными надписями итальянца, где он называет Александру Николаевну самым дорогим другом («mia piu cara arnica»). Ознакомившись с воспоминаниями Толиверовой о Ференце Листе, А. Ф. Кони передал их содержание слушателям Ленинградского театрального общества. Александра Николаевна Якоби познакомилась с Ф. Листом в салоне немецкой писательницы Марии Шварц, там она услышала игру гениального пианиста-виртуоза. Эта игра произвела на неё неизгладимое впечатление. Запомнилась мемуаристке и беседа венгерского композитора с ней. По её отзыву, его оригинальные и свободные взгляды на общественные вопросы несколько не соответствовали его внешнему облику католического аббата.
Среди прочих бумаг Толиверовой внимание А. Ф. Кони привлекли черновики писем Александры Николаевны к А. С. Суворину в связи с празднованием в 1909 году пятидесятилетнего юбилея литературной деятельности редактора «Нового времени». Поздравляя Суворина с юбилеем, А. Н. Толиверова, тем не менее, не желала присутствовать лично на торжественном ужине в Дворянском собрании, объясняя свою принципиальную позицию следующим образом:

В собрании на ужине будут говорить многие и многое, но не скрою, что я мало верю в эти публичные излияния… <…> Мне дорого то славное время, когда толпа не менее многочисленная следила за всем нам — людям того времени — дорогим и блестящим «Незнакомцем». Вы помните эту толпу. Она была иная. Её любовь к Вам была бескорыстная. Тогда ведь Вы не занимали Вашего нынешнего положения. Тогда Вы были только скромным «Незнакомцем» и Вас любили только за Ваше личное я. Да, то были славные годы с их строгой неподкупностью, с их страстной верой в лучшее будущее. <…> Читая о приготовлениях к Вашему юбилею, я мысленно около Вас, но не в Дворянском собрании, а на Васильевском острове, в маленькой бедной квартирке А. Г. Маркозовой, где в 1871 году мы с Вами познакомились и Вы — в то прекрасное время, как живой, стоите предо мною…— А. Ф. Кони, «Незамеченная смерть заметного человека». (Памяти А. Н. Пешковой-Толиверовой)
Но деятельность Александры Николаевны Толиверовой, как отмечал А. Ф. Кони, не исчерпывалась литературным и педагогическим трудом: помимо участия в Русском женском взаимо-благотворительном обществе, она интересовалась психологическим аспектом некоторых уголовных процессов. А. Ф. Кони как юрист был единственным, кто отметил эту сторону её разносторонней деятельности. Такой вывод мемуарист сделал на основании её рукописи «Несколько замечаний автору „Прелюдии Шопена“» — Л. Л. Толстому, сыну Льва Николаевича Толстого, — и её статьи «Что можно ожидать от настоящих отцов» об уголовном деле Карла Ландсберга, которое заинтересовало Ф. М. Достоевского в ходе работы над «Братьями Карамазовыми». Статья посвящена влиянию войн на деформацию правового сознания в людях в последующее мирное время. А. Н. Толиверова писала, что деятельное участие в военных конфликтах, поощряемое государственными почестями и наградами, способствует обесчеловечиванию личности, пробуждению жестокости, низменных инстинктов, подавляющих гуманность, сострадание, милосердие. Люди с низким этическим статусом, вкусившие зло на войне, в мирное время легче переступят черту недозволенного на пути к достижению тех или иных жизненных благ, при этом они будут искать себе оправдание в трудном военном прошлом, на которое их обрекло государство.
Карл Ландсберг был героем колониального похода М. Д. Скобелева в Среднюю Азию и участником Русско-турецкой войны 1877—1878 годов. Вернувшись с войны, он убил преследовавшего его ростовщика, а в своё оправдание на суде утверждал, что, будучи воспитан убивать невинных людей на войне, он имел тем большее право убить вредного, с его точки зрения, человека в мирное время. При этом Ландсберг не был выходцем из социальных низов, нечутких к вопросам морали, а был человеком с героическим прошлым, отмеченным правительственными наградами.
Говоря о личных качествах Александры Николаевны, А. Ф. Кони писал, что она была способна «очень увлекаться доверием к людям — в чём её нередко сердито упрекал в письмах Лесков — она не раз в жизни испытывала тяжёлые нравственные потрясения». Но исцеление от этих житейских потрясений она всегда находила в многообразной и разносторонней общественной и литературной деятельности, посвящая ей всю свою кипучую натуру. Пафос её деятельности был направлен на общественное развитие, прогресс в области женской эмансипации, служение литературе, педагогику. С симпатией характеризуя её личность, Кони отзывался о её целеустремлённости, используя французское изречение «quand même et malgrė tout». "На доброжелательные упрёки некоторых, знавших её, в излишней торопливости и хлопотливости, — заключал Кони, — она, сходя в могилу, 76 лет от роду, могла бы, оглядываясь на свою трудовую жизнь, сказать: «Я всегда в своих стремлениях и желаниях следовала завету известного человеколюбца доктора Гааза: „Спешите делать добро“»".

### Ал. Алтаев

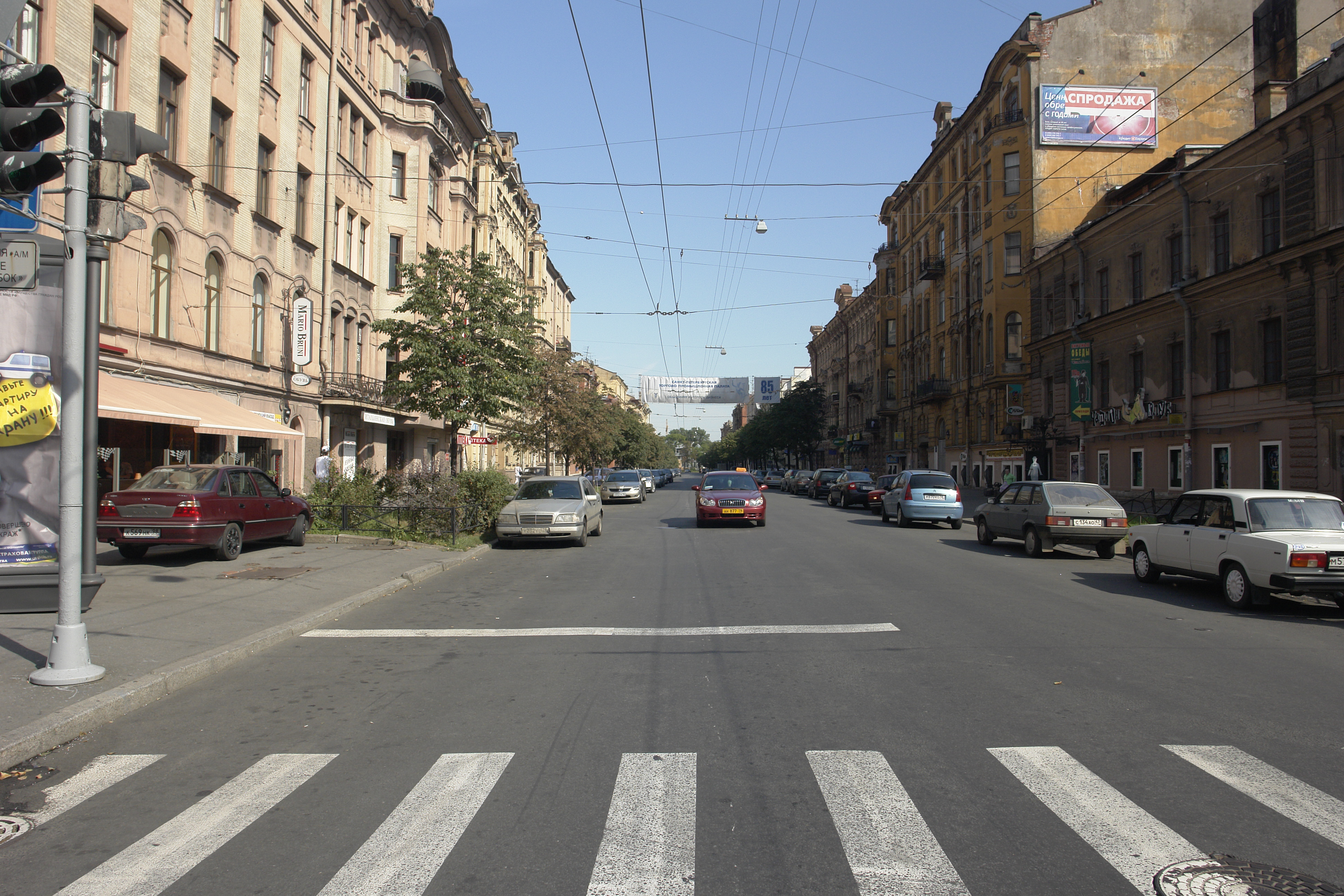
Сергиевская ул, 59 (справа), где находилась редакция «Игрушечки». Здесь же была квартира семьи Толиверовой в 1889 году

Маргарита Ямщикова (псевдоним Ал. Алтаев) оставила подробные воспоминания об Александре Николаевне, которые составили целую главу «Шестидесятница» в её мемуарной книге «Памятные встречи», изданной в 1946 году и переизданной в 1955, 1957 и 1959 годы. Несмотря на многочисленные ошибки и неточности, её воспоминания представляют собой ценный материал для биографии А. Н. Якоби. Мемуаристка познакомилась с Толиверовой в редакции «Игрушечки» в декабре 1889 года. Как она признавалась, ей нравилась Александра Николаевна, её семья и импонировала доброжелательная атмосфера в журнале «Игрушечка», куда М. В. Ямщикова, молодая, семнадцатилетняя писательница, принесла редактору своё второе произведение — сказку «Бабочка и солнце». По её оценке, редактор «Игрушечки» была приветливой, ласковой, необыкновенно обаятельной женщиной.
Визиту к Толиверовой предшествовала встреча Ямщиковой с В. П. Острогорским, который и написал будущей исторической романистке рекомендательное письмо к Александре Николаевне. Журналист-педагог рассказал ей об удивительной биографии Толиверовой, в частности, о мемуарной странице Н. В. Шелгунова в «Книжках „Недели“» П. А. Гайдебурова (на самом деле в «Русской мысли» В. А. Гольцева), посвящённой спасению Александрой Николаевной адъютанта Гарибальди, рекомендовал её как друга женщин и молодёжи, просил обратить внимание на многочисленные итальянские реликвии в доме бывшей гарибальдийки: красную рубашку, залитую кровью, сухой лимон на столе, привезённый из Италии и т. д. Острогорский рассказал Ямщиковой о происхождении псевдонима «Толиверова» от имён её детей Толи и Веры. Мемуаристка передаёт восторженный, но несколько сбивчивый монолог Виктора Петровича об Александре Якоби: «Теперь ей лет пятьдесят или около того, но она всё ещё очень хороша, а раньше в неё бывало, помню, в театре все бинокли впивались. На сцену столько не смотрят, сколько на эту самую гарибальдийку. Вот, я вам скажу, фигура! Она поборница женского равноправия. Сколько по ней сходило с ума нас, дураков! И сколько этих дураков не умело как следует оценить эту жемчужину».
Ямщикова описала своё первое впечатление от пребывания у Толиверовой в редакции. Редактора ещё не было в кабинете, поэтому мемуаристка принялась изучать её портрет работы В. П. Верещагина, висевший на стене. На портрете художник изобразил Александру Якоби в возрасте двадцати пяти лет, видны были ещё сохранившиеся черты детской непосредственности, мягкости и незлобивости. Маргарита Владимировна предположила, что то восхищение, которое вызвала у неё личность Александры Николаевны, испытывал и В. П. Верещагин, когда создавал портрет. По её мнению, он чувствовал, «как и все, кто соприкасался с этой женщиной, всю её не только внешнюю, но и душевную красоту». М. В. Ямщикова оставила поэтически-возвышенное описание верещагинского портрета Александры Николаевны: «Над всем царит прекрасное женское лицо, глядящее из рамы, как живое, своими чистыми синими глазами, в ореоле шелковистых каштановых волос, красавица, но такая простая, ясная, с детским выражением милых губ, с точёными руками, спокойно сложенными на широкой юбке старинного платья, какие носили в шестидесятых годах».
От описания портрета юной Якоби мемуаристка переходит к описанию внешнего облика зрелой Александры Николаевны Толиверовой, когда та появилась в приёмной редакции «Игрушечки» на Сергиевской улице (тут же, по соседству с редакцией, располагалась и квартира самой издательницы): «В комнату вошла полная, красивая дама, уже не первой молодости, но свежая, прекрасно сохранившаяся». М. В. Ямщикова рассказала, как быстро она стала близкой подругой Толиверовой, познакомилась с её детьми. Кроме самой Александры Николаевны с ней жили сын Толя, в то время носивший форму вольноопределяющегося, дочери Вера и Надя. Наде, по оценке Ямщиковой, было восемь лет, а Вере — одиннадцать. Это расходится с тем, что сообщается о дате рождения Веры в современных, в том числе академических, источниках, где указывается год её рождения 1882, но зато совпадает по времени с моментом возникновения псевдонима А. Н. Якоби «Толиверова», который появился именно в 1878 году.

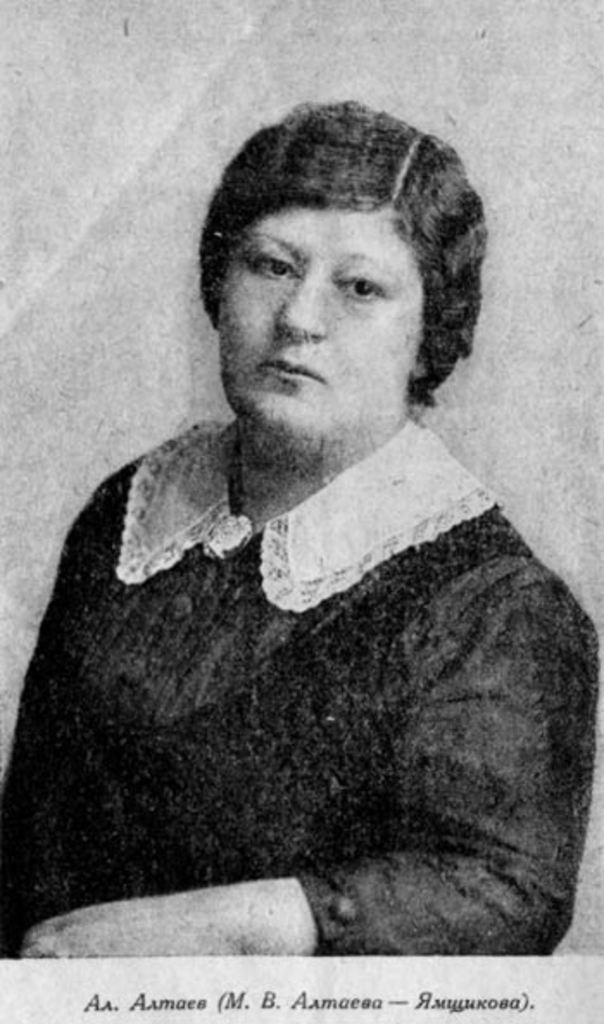
Маргарита Владимировна Ямщикова (Ал. Алтаев)

Старший сын жил вдали от матери, и М. В. Ямщикова не говорит о нём ничего, кроме того, что он рано умер. Сыновья её не были удачными — рано умер и сын Толя, скончавшийся от чахотки буквально на руках у матери. Толя, по отзыву Ямщиковой, был бесцветным юношей, не оказывавшим никакого влияния на младшую сестру. Но в то время, когда Маргарита Ямщикова познакомилась с Толиверовой и её детьми, ничто ещё не предвещало ранней смерти второго сына. Мемуаристка признаётся, что ей самой доставляло удовольствие играть с красивыми дочерьми Александры Николаевны, которых она была старше ненамного. К играм трёх девочек иногда присоединялся Толя, и тогда детские игры становились слишком оживлёнными и шумными, так что Ефим, секретарь Толиверовой, рассыльный и гувернёр в одном лице, вынужден был успокаивать детей. Младшие дочери оставались опорой и утешением матери до конца её дней.
М. В. Ямщикова сообщила некоторые подробности последнего замужества Александры Николаевны. В начале 1890-х годов в столице был весьма популярен молодой амурский казак Дмитрий Николаевич Пешков (М. В. Ямщикова по ошибке называет его уральским офицером, видимо, путая амурский Благовещенск и Благовещенск в Уфимской губернии), прославившийся тем, что на своём коне он в одиночку приехал с берегов Амура в Санкт-Петербург. Александра Николаевна увлеклась молодым героем, живо обсуждала военные и коневодческие аспекты этого путешествия, что в глазах М. В. Ямщиковой совершенно не вязалось с её ролью редактора детского журнала. Но Александра Николаевна была, по отзыву мемуаристки, натурой увлекающейся всем из ряда вон выходящим. Казачий сотник, в свою очередь, увидев красивую петербургскую даму, занимавшую значительное место среди петербургской интеллигенции, увлёкся Александрой Николаевной и стал её мужем. А. Н. Толиверова с энтузиазмом рассказывала о новом избраннике, о его невероятной честности, преданности, прямоте характера, трудолюбии и т. п.
Постепенно она начала осознавать, что с новым мужем-офицером у неё нет ничего общего. Она окончательно перенесла всю свою личную привязанность на детей, но не замкнулась в личной жизни, а нашла новое призвание, поскольку только лишь редакторская работа духовно удовлетворяла её деятельную натуру далеко не полностью. Её новой привязанностью стало создание Взаимно-благотворительного общества. Ради него Александра Николаевна даже забросила редакционные дела, так что касса журнала стала всё больше и больше пустеть.

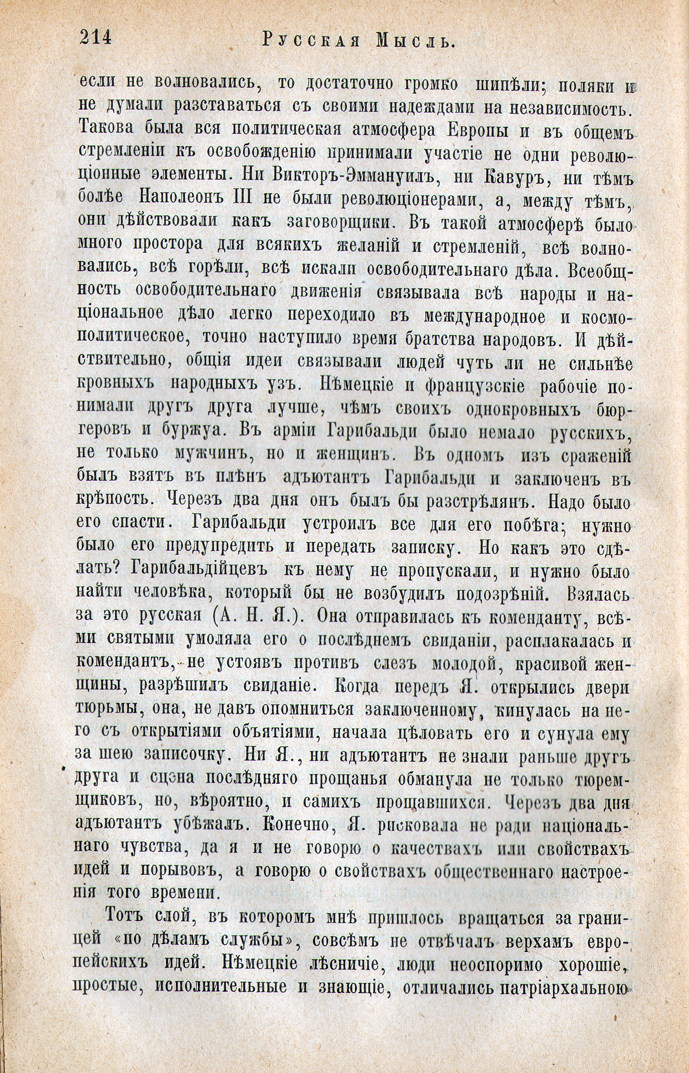
Эпизод о побеге Кастеллаццо с упоминанием А. Н. Якоби (А. Н. Я.) впервые рассказан Н. Шелгуновым в «Русской мысли» в 1886 году, январь

В 1897 году литературная общественность отмечала тридцатилетний юбилей творческой деятельности А. Н. Толиверовой. Сама Александра Николаевна по своей скромности не предполагала никаких торжественных мероприятий, но в проведении юбилея М. В. Ямщикова (она вела беллетристический отдел журнала) и её друг А. П. Нечаев (учёный-натуралист, заведовавший в журнале Толиверовой научным отделом) видели средство для выхода «Игрушечки» из материальных затруднений. Молодые люди занялись составлением поздравительного адреса и сбором подписей под ним. Адрес подписали В. П. Авенариус, П. Ф. Каптерев, К. В. Лукашевич, Н. Н. Каразин, И. И. Горбунов-Посадов, Вас. И. Немирович-Данченко, П. И. Вейнберг, Т. Л. Щепкина-Куперник, К. С. Баранцевич, М. Н. Альбов, П. В. Засодимский, И. А. Бунин, Д. Л. Михаловский. С ворчанием его подписал Д. Н. Мамин-Сибиряк. Память в очередной раз подвела М. В. Ямщикову, и в числе подписавших поздравление Пешковой-Толиверовой она указала и покойного к тому времени Н. С. Лескова.
Юбилей писательницы отмечался в ресторане «Малый Ярославец», ему предшествовал детский утренник в петербургской городской Думе. На юбилейном вечере А. Н. Пешкова-Толиверова читала свой неудачно выбранный рассказ, и его никто не слушал. В. П. Острогорский, отсутствовавший на вечере, сокрушался по поводу того, что Александре Николаевне надо было прочитать фрагмент воспоминаний о ней Н. В. Шелгунова «Из прошлого и настоящего», посвящённый эпизоду спасения адъютанта Гарибальди из римской тюрьмы.
Причины тесной дружбы с А. Н. Пешковой-Толиверовой М. В. Ямщикова видела в сходстве их судеб. Обе женщины перенесли похожую драму в личной жизни — уход мужа, обе опасались того, что бывший муж отнимет дочь. «Я вас понимаю, — говорила Толиверова Ямщиковой, когда та приходила к старшей подруге с тем, чтобы оставить у неё на ночь малолетнюю дочь Людмилу, — я знаю, что ошибки, продиктованные молодостью, сердцем, а не холодным расчётом, — законные ошибки. Холодный расчёт — вот что я осуждаю, вот что мне всегда чуждо… Вы мать, и я — мать, и, когда вы прячете своего ребёнка, я вспоминаю ту страшную пору, когда мне, как и вам, приходилось прятать мою Верочку».
Драма разыгралась в то время, когда Вере было три года, то есть, по хронологии Ямщиковой, примерно в 1881 году. Вера с детства была симпатичной девочкой и нравилась своему отцу, по словам Толиверовой, как игрушка. В минуту откровения Александра Николаевна поведала мемуаристке историю пылкой любви к отцу Веры, имени которого Ямщикова в печати не сообщила. В советских академических источниках полное имя дочери А. Н. Толиверовой указывается как Вера Сергеевна Тюфяева (в замужестве Пассек и Чоглокова).  Причиной охлаждения отца Веры к Толиверовой, по словам Ямщиковой, были его карьеризм и денежный расчёт. Когда он ушёл из семьи, младшая дочь Надя была ещё грудным младенцем. Но, уйдя из семьи, отец девочек не мог расстаться с Верой, поэтому он предпринял попытку украсть любимую дочь у бывшей жены. Кульминацией разрыва стала погоня матери за дочерью. Александра Николаевна догнала похитителя Веры, который уезжал от неё на извозчике, вцепилась в лошадь, повисла на оглоблях и остановила беглеца. Лошадь тащила её по инерции вдоль улицы ещё какое-то время, и вся сцена с погоней за неверным мужем, возвратом дочери и чудесным избавлением от травмы от лошадиной упряжки позднее ей представлялась какой-то невероятной.

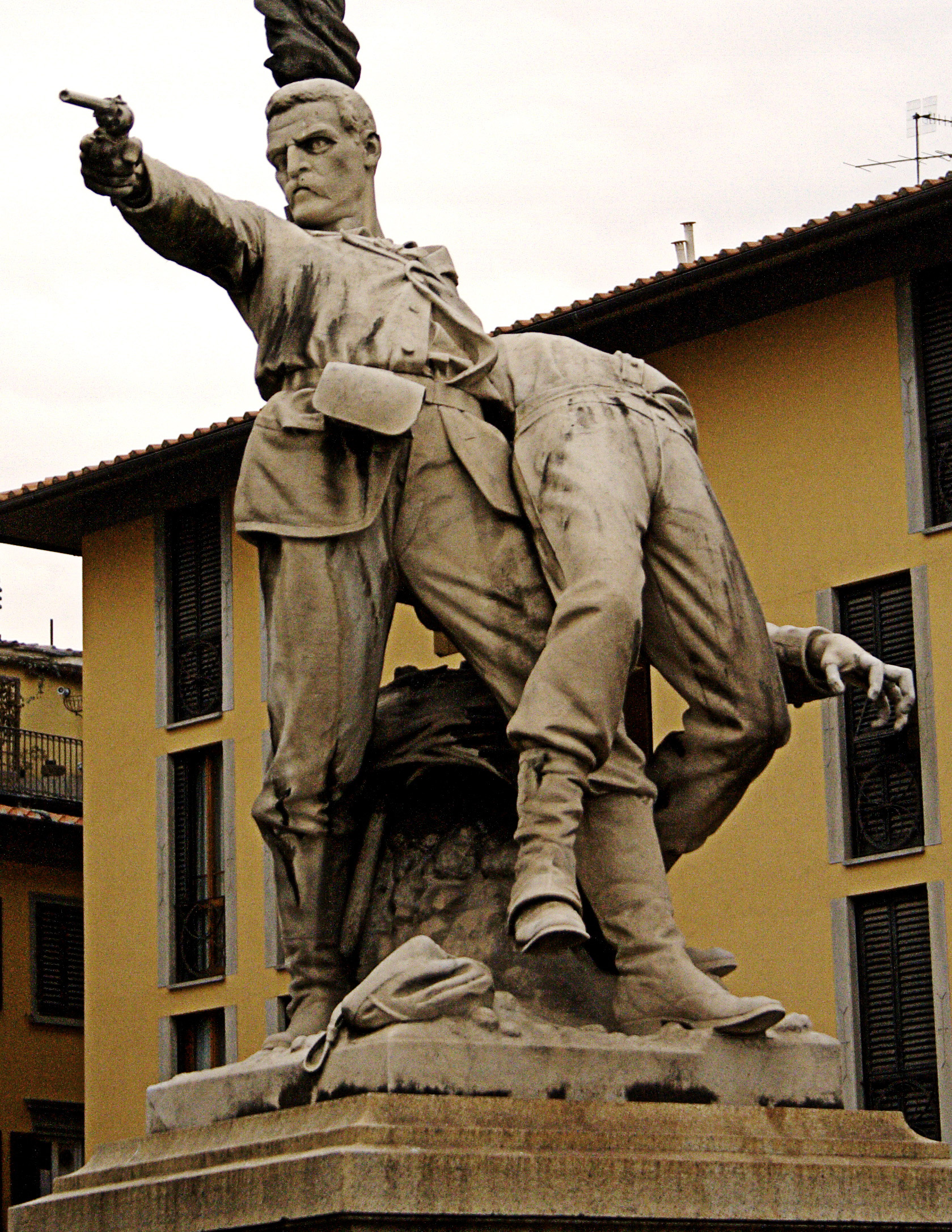
Монумент во Флоренции в память о 150 отважных гарибальдийцах, павших в сражении при Ментане

Впоследствии М. В. Ямщикова всю жизнь поддерживала отношения с дочерью А. Н. Пешковой-Толиверовой — Верой Чоглоковой, от которой узнала о существовании римских дневников А. Н. Якоби. Они были частично опубликованы Маргаритой Владимировной в книге «Памятные встречи». Художественный пересказ эпизода с побегом Луиджи Кастеллаццо из римской тюрьмы, мастерски написанный Ямщиковой, занял своё место в главе «Шестидесятница» и воспроизводился позднее многими авторами. Суть рассказа в том, что смертный приговор, вынесенный Луиджи Кастеллаццо, был конфирмован, ему оставалось жить два дня. Якоби упрашивает коменданта тюрьмы разрешить ей последнее свидание со своим мнимым женихом — Кастеллаццо — и получает ответ: «Идите, сейчас вас проведут к заключённому, но всего на десять минут».
Услышав эту историю из уст В. П. Острогорского, Ямщикова недоумевала, почему Гарибальди выбрал Якоби, а не другую помощницу, на что она получила ответ: Гарибальди лично знал и высоко ценил отважную русскую женщину, не находилось ни одного смелого человека, которому можно было довериться и который мог бы передать в тюрьму план бегства. Сама Толиверова в воспоминаниях о Гарибальди писала, что познакомилась с Гарибальди лишь пять лет спустя, в 1872 году, на острове Капрера. Далее Ямщикова недоумевала, почему Якоби за 29 лет их дружбы ни разу не показала ей знаменитое письмо Гарибальди, а также умолчала о том, что с 1862 по 1874 год вела дневник.
Не опубликовав по каким-то причинам страницы дневника Якоби о поручении Гарибальди и её визите в тюрьму, Ямщикова, тем не менее, предала гласности другие важные сообщения об итальянском периоде её жизни. «Принесли мне позволение посетить гарибальдийцев в госпитале S. Anofrio. Итак, с 14 ноября <1867 года> до 15 января <1868 года> я постоянно почти бывала в госпиталях S. Anofrio или S. Agata», — писала Александра Николаевна. В опубликованных записях есть страницы о знакомстве с Артуром Бенни и его смерти: «30 декабря схоронили Бени на Festano. Были на похоронах: я, Коптева, m-lle Pelis и m-me Schwarz. Познакомилась у m-me Schwarz с Листом… Получила от неё на память отличный браслет с надписью „Memor mei — felix esto“». Организацию похорон Бенни взяла на себя также А. Н. Якоби.
Страницы воспоминаний Ямщиковой содержат обвинение Толиверовой в заговоре римских докторов с иезуитами против больных и раненых гарибальдийцев. По словам Александры Николаевны, медицинские инструменты многих папских хирургов были сознательно отравлены. «Иезуиты пробирались во все учреждения и организации и беспощадно истребляли революционеров. <…> Всё было дело рук папы и иезуитов. Они сыграли зловещую роль в гарибальдийском движении». В этом она находила объяснение тому факту, что начинавшие идти на поправку больные без видимых причин начинали на глазах ослабевать и умирать. Ранеными повстанцами были переполнены все римские госпитали, не хватало медицинского персонала, но и все усилия медицинских сестёр выходить больных наталкивались на противодействие иезуитов; если больной волонтёр отказывался от исповеди монаха-капуцина, его ждала тяжёлая участь. Основываясь на этих сведениях, советский историк делает вывод, «что врачи-католики по указанию иезуитов просто-напросто убивали пленников».

## Семья и дети

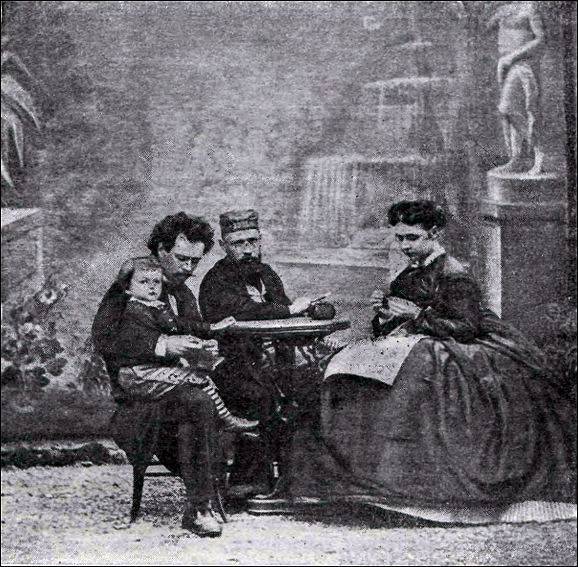
Валерий Якоби с сыном Владимиром, Павел Якоби, Александра Якоби, середина 1860-х годов. Из собрания В. С. Чоглоковой

Семейная жизнь Александры Николаевны складывалась непросто. Первый раз она вышла замуж за внука К. Я. Тюфяева. учителя Казанского Родионовского института благородных девиц Василия Александровича Тюфяева. Уйдя от первого мужа, она не могла вступить в законный брак с Валерием Якоби, поэтому её сын Владимир считался незаконнорождённым. Гармоничные отношения в семье Якоби, царившие первые несколько лет, постепенно сменились охлаждением. Свою роль сыграла дороговизна заграничной жизни и прочие финансовые неурядицы, долгое время преследовавшие молодую семью, так что Валерий Якоби в 1865 году вынужден был продать большую золотую медаль, полученную им за картину «Привал арестантов». Финансовые затруднения не покидали семью и после возвращения в Россию, но Александра Николаевна, не полагаясь на мужа, сама пыталась их преодолеть. В 1870 году она обратилась к П. А. Ефремову в Литературный фонд с просьбой о выдаче ей 300 рублей. Деньги были получены и возвращены Фонду после начала ею книгоиздательской деятельности, в 1874 году.
Подобно многим другим представителям либеральной интеллигенции, после 1866 года, когда революционное движение в России пошло на спад и в стране воцарился период реакции, В. И. Якоби отошёл от революционной проблематики в творчестве и обратился к академически-бесстрастным сюжетам. Между тем политический радикализм Александры Николаевны не ослабевал. Идейные разногласия супругов тоже могли быть одной из причин разлада в семье. В начале 1870-х годов они ещё поддерживали деловые отношения, в 1873 году брат Александры Николаевны Николай Николаевич Сусоколов выступил свидетелем при утверждении права собственности В. И. Якоби на картину «Шуты при дворе императрицы Анны Иоанновны», Валерий Иванович принял участие в иллюстрировании первого самостоятельно изданного сборника Александры Николаевны «Нашим детям», но во вторую поездку в Италию в 1871—1872 годы Александра Николаевна отправилась без мужа. С этого времени супруги жили отдельно: Валерий много времени проводил в зарубежных поездках, Александра сосредоточилась на литературной и издательской деятельности в Петербурге.
14 декабря 1873 года А. Н. Якоби обратилась к генерал-адъютанту Ф. Ф. Трепову о разрешении организации выставки картин её мужа. Сбор вырученных средств от выставки предназначался в пользу учащихся акушерок. Министерство внутренних дел, рассмотрев ходатайство, отказало ей в разрешении выставки. Отказ был мотивирован тем, что она не является законной супругой Валерия Якоби.
В 1870—1880-е годы у Александры Николаевны продолжали рождаться дети, но их отцом Валерий Якоби уже не был. Между тем ещё в 1882 году Александра Николаевна публиковалась в журнале «Исторический вестник» под самым узнаваемым именем «А. Н. Якоби». Всё это настолько накалило отношения между бывшими супругами, что в 1888 году В. И. Якоби вынужден был официально обратиться к конференц-секретарю Академии художеств тайному советнику П. Ф. Исееву с тем, чтобы «отобрать подписку у госпожи Тюфяевой (А. Н. Толиверовой) о том, что она не будет именовать себя его фамилией». Таким образом, Александра Николаевна вынуждена была официально подписываться фамилией первого мужа Василия Тюфяева, которого к 1883 году уже не было в живых. По этой же причине её дети Анатолий, Вера и Надежда были записаны под фамилией Тюфяевых, но отчество было указано по отцу Сергею. Старший сын Владимир жил вдали от матери, общаясь преимущественно с отцом, и о его отношениях с матерью ничего не известно.
Всё это время Валерий Якоби не оставлял попыток узаконить сына Владимира. С 1 сентября 1881 года он вёл интенсивную переписку по этому делу с различными учреждениями и ведомствами Российской империи, пока 5 июня 1882 года не получил свидетельство, в котором «Императорской Академией художеств сыну профессора оной В. И. Якоби Владимиру» дано право свободного проживания в Санкт-Петербурге. Впоследствии Владимир переехал в Харьков, и после этого его след теряется.

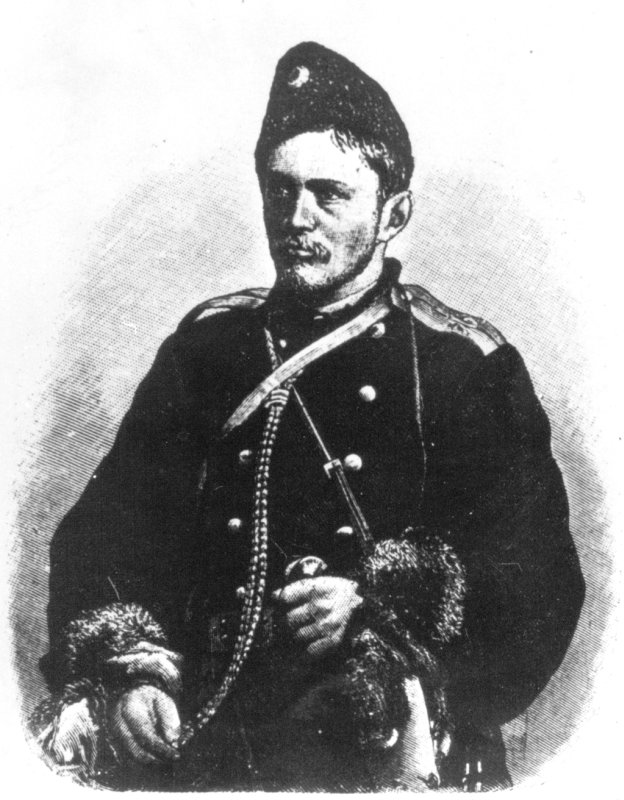
Амурский казачий офицер Д. Н. Пешков

C 1883 по 1893 год Александра Николаевна ни с кем не состояла в браке. Последним её мужем был амурский подъесаул Дмитрий Николаевич Пешков. Он прославился беспримерным конным путешествием длиной в 8283 версты из Благовещенска в Санкт-Петербург. Поход начался 7 ноября 1889 года и закончился 19 мая 1890 года в Царском Селе. Путешествуя один верхом на своей лошади в сорокоградусные морозы по безлюдным местам Сибири, часть пути преодолевая больным, он заслужил славу и почести российской прессы, триумфально был принят в столице, в особенности офицерской школой кавалеристов знаменитого А. А. Брусилова, был представлен императору и получил за свой подвиг щедрую награду.
Александра Николаевна написала о Пешкове в своём журнале рассказ «Отважный офицер» («Игрушечка», 1890, № 8), пригласила его к себе в гости, рекомендовала его своим знакомым. Так, в письме С. Н. Шубинскому от 3 июля 1890 года она писала, что желает познакомить Пешкова с ним. Амурский офицер, женившись, недолго оставался в Петербурге: он продолжил успешную карьеру в Сибири, принял участие в китайском военном походе, так что Александре Николаевне большей частью приходилось лишь вспоминать о нём. В 1907 году муж Пешковой-Толиверовой стал полковником кавалерии и в следующем году вышел в отставку, после этого его следы теряются. Брак с Д. Н. Пешковым был бездетным и длился всего несколько лет. Поскольку Д. Н. Пешков был младше супруги на 17 лет, по воспоминаниям А. Н. Сальниковой (А. Н. Круглова-Доганович), он нашёл себе молодую жену и развёлся с Александрой Николаевной.

### Дети
- Ольга Васильевна (05.05.1858—?)[91]
- Владимир Валерьевич Якоби (род. 10.07.1862 г.)[31][34]
- Анатолий Сергеевич Тюфяев[1].
- Вера Сергеевна Тюфяева (1882—1968) в замужестве — Пассек, во втором замужестве Чоглокова. Знакомая А. П. Чехова, М. О. Меньшикова, А. Ф. Кони. Член ленинградского Общества драматических писателей (1926). Дочь В. С. Чоглоковой — Татьяна Сергеевна Пассек (1903—1968) — известный советский археолог[96].
- Надежда Сергеевна Тюфяева.

## Легенды и вымысел в жизни А. Н. Якоби
Имя Якоби окружал особый ореол славы «гарибальдийки», хотя её большей частью гуманитарная деятельность протекала наряду с деятельностью других русских участников походов Гарибальди: Л. И. Мечникова, Е. П. Блаватской, Г. А. Лопатина, А. А. Красовского, В. О. Ковалевского, А. И. Бенни. Уже при жизни о ней начали складываться легенды. Так, в 33 полутоме «Энциклопедического словаря Брокгауза и Ефрона» в 1901 году была опубликована статья о ней, где говорилось, что Александра Николаевна «была сестрой милосердия у гарибальдийцев под Ментаной». В 1939 году журнал «Работница» некритично повторил эту информацию. В постсоветское время это утверждение советского женского издания ещё раз повторил Игорь Щиголев, а на основании сведений «Словаря Брокгауза и Ефрона» версию участия Якоби в боевых действиях под Ментаной и возможного получения ею, как и Е. П. Блаватской, боевых ранений стал развивать Сергей Целух, хотя из дневниковых записей Александры Николаевны начала ноября 1867 года явствует, что всё это время она находилась в римской квартире с семьёй и пристально следила за происходящим.
Долгое время историко-критического анализа событий, связанных с побегом адъютанта Гарибальди, не существовало. Интерес к поступку «русской гарибальдийки» вновь возник после 1946 года в результате публикации воспоминаний Ал. Алтаева (М. В. Ямщиковой). В 1930—1960-е годы вышло несколько газетных, журнальных публикаций и научных работ, посвящённых деятельности А. Н. Якоби. На волне интереса к данной теме легендарный поступок Александры Николаевны стал обрастать новыми невероятными подробностями. Так, в воспоминаниях «Татьяна Пассек», вошедших в книгу «Брусчатка», советский археолог, доктор исторических наук и писатель Георгий Борисович Фёдоров (1917—1993), долгие годы работавший совместно с археологом Т. С. Пассек — внучкой А. Н. Якоби, писал, что Надежда <Александра> Толиверова принимала участие в знаменитом гарибальдийском походе на Рим, «когда же Гарибальди был арестован, заточён в одной из камер замка Святого Ангела в Риме и ждал казни, Толиверова проникла к нему в камеру под видом его невесты, пришедшей на прощальное свидание. По её настойчивой просьбе Гарибальди переоделся в её наряд и, благополучно выбравшись из замка, снова возглавил национально-освободительную борьбу своего народа», «он на память о совместной борьбе, подарил ей свою красную рубашку» и так далее.

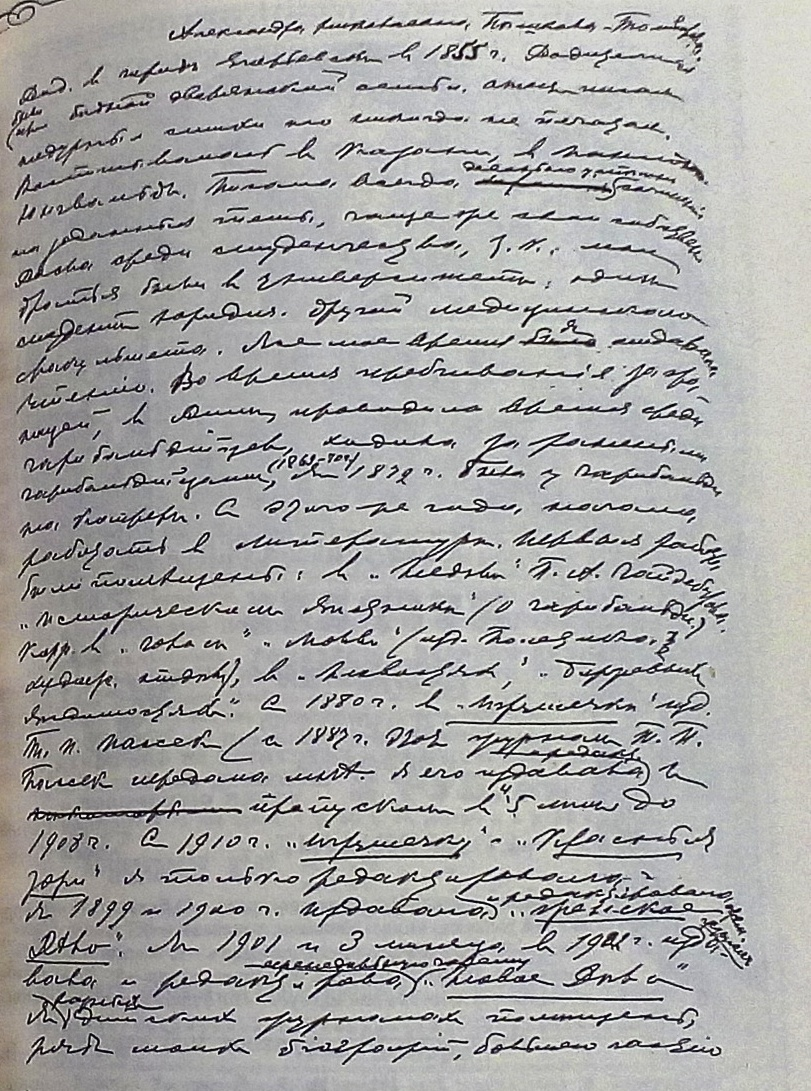
Мистификация даты рождения (1855 г.) в автобиографии для С. А. Венгерова

Среди современников фигурировали неправдоподобные слухи о романе Александры Якоби с итальянским революционером.
Дополнительной романтизации и героизации «прекрасной Александрины» в образе «Ангела-воителя» способствовала историческая повесть Н. Кальмы «Заколдованная рубашка». Для приключенческого произведения пригодился эпизод спасения адъютанта Гарибальди и деятельность Якоби по организации помощи раненым гарибальдийцам. В отсутствие достоверной информации Н. Кальма опубликовала бытовавшие слухи о ранней юности А. Н. Якоби: «…у Александры Николаевны в России остался первый муж, за которого её выдали будто бы насильно, чуть ли не девочкой, <…> брак этот был очень несчастлив для неё и <…> Валерий Иванович увёз её от мужа-тирана тайно и только потом добился для неё развода». Несмотря на возражения В. С. Чоглоковой книга Н. Кальмы регулярно переиздавалась в Советском Союзе.
Уже в постсоветское время романтизация А. Н. Якоби проявилась в утверждениях о том, что Александра Николаевна послужила прототипом красавицы Джеммы Уоррен в романе Этель Лилиан Войнич «Овод». Но недоразумения с биографией А. Н. Якоби возникали не только на романтической почве. Советский писатель Борис Костин в документальном очерке «На берегах Невы и Тигра», повествуя о лекциях Якоби в пользу гарибальдийцев в Художественном клубе в Санкт-Петербурге в начале 1870-х, рассказал, как Н. С. Лесков подошёл к Якоби и дружески пожал ей руку, хотя писатели познакомились, как писала сама А. Н. Якоби, лишь десять лет спустя, в 1881 году.
Повод для мифологизации своей и без того легендарной личности давала иногда и сама А. Н. Якоби; деликатно умалчивая о своих заслугах, она подчас вводила биографов в заблуждение о некоторых фактах своей биографии. Так, в автобиографии для С. А. Венгерова она указала датой рождения не 1841, а 1855 год — дату, по мнению исследователей, безусловно ошибочную. Там же она писала, что была родом из обедневшей дворянской семьи. Эту семейную легенду впоследствии повторила В. А. Чоглокова. Таким образом, жизнь, по словам И. И. Щиголева, похожая на главы бесконечного романа, благодаря автобиографическим данным Александры Николаевны становилась ещё более запутанной

## Адреса в Санкт-Петербурге
- 2 линия Васильевского острова, д. Переяславцева, № 3, кв. № 9[34]; 1870-е гг.
- Пушкинская ул., № 10, кв. 129[15]; 1883 г.
- Конногвардейская ул. № 33; 1886 г.[15]
- Сергиевская ул. № 59; 1889 г.[102]
- Гончарная ул. № 10, кв. 1; 1890-е гг.[102]
- Верейская ул. № 23; 1910-е гг.[103]
- Троицкая ул. № 23, кв. 76; 1918 г.[104]

### Комментарии
1. ↑  Дочь В. А. Чоглокова в биографии матери сообщала, что та родилась 23 апреля 1842 года.
2. ↑  Лида Пальм — дочь детской писательницы Ольги Александровны Елшиной (псевдоним „Антонина Белозор“) и литератора-петрашевца А. И. Пальма, умершего в 1885 году и оставившего после себя малолетнюю Лиду.
3. ↑  В 1880 году книга была выпущена Книжным магазином С. П. Глазенапа в соавторстве с А. Н. Сальниковой, хотя впоследствии Сальникова писала, что познакомилась с Толиверовой только в 1884 году. Н. С. Лесков, намеренно или непреднамеренно, называет «Сальникову-Толиверову» очередным псевдонимом Александры Николаевны. На самом деле, Александра Никитична Доганович (1858—1930), в первом браке Сальникова, во втором браке Круглова, была молодой писательницей, впоследствии вышла замуж за известного писателя А. В. Круглова. Издание «Поваренной книги…» выходило несколькими тиражами (1-я тысяча, 3-я тысяча, 7-я тысяча). Книга неоднократно переиздавалась, в том числе в постсоветское время. Второе издание в 1885 году выпущено Северным книжным агентством А. Н. Тюфяевой-Толиверовой без указания соавторства, в таком же виде вышло переиздание 1908 года. В 2015 году издательство «Эксмо» выпустило переиздание книги А. Толиверовой и А. Сальниковой с дополнениями по изданию Л. В. Поповой: «Пасхальный стол»: [Кулинар. рецепты] / Сост. и изд. Л. В. Поповой. — Люблин, 1910. — 104 с.[18].
4. ↑  Под этим псевдонимом А. С. Суворин в 1860—1870-е годы приобрёл славу либерального журналиста, утерянную после Русско-турецкой войны 1877 года.
5. ↑  М. В. Ямщикова сообщает, что старший сын Александры Николаевны умер далеко от матери. Если точны её сведения о четырёх детях А. Н. Толиверовой, то речь идёт о сыне Владимире. И. И. Щиголев сообщает о существовании пятого ребёнка, имени которого он не называет. Это был самый первый сын, рождённый Александрой Николаевной в браке с Василием Тюфяевым в Казани, якобы брошенный ею с семьёй мужа при бегстве в Петербург, но документальных свидетельств в подтверждение этого не приводит. И слова Толиверовой об умершем вдали от матери сыне он относит к этому ребёнку[26].
6. ↑  РГАЛИ, Ф. 1370, оп. 2, ед. хр. 111, л. 141.